# Lista över fornlämningar i Vårgårda kommun
Lista över fornlämningar i Vårgårda kommun är en förteckning av ett urval av de fornlämningar som finns i Vårgårda kommun.

## Algutstorp
| Namn                           | Lämningstyp                 | Tillkomsttid | Historisk indelning       | Plats | Läge                 | ID-nr          | Bild                                 |
| ------------------------------ | --------------------------- | ------------ | ------------------------- | ----- | -------------------- | -------------- | ------------------------------------ |
| Algutstorp 1:1                 | Hällristning                |              | Algutstorp, Västergötland |       | 58.021220, 12.871291 | 10162500010001 | Ladda upp en bild av detta fornminne |
| Algutstorp 2:1                 | Röse                        |              | Algutstorp, Västergötland |       | 57.990885, 12.808086 | 10162500020001 | Ladda upp en bild av detta fornminne |
| Algutstorp 2:2                 | Stensättning                |              | Algutstorp, Västergötland |       | 57.990994, 12.808251 | 10162500020002 | Ladda upp en bild av detta fornminne |
| Algutstorp 2:3                 | Stensättning                |              | Algutstorp, Västergötland |       | 57.990865, 12.807813 | 10162500020003 | Ladda upp en bild av detta fornminne |
| Algutstorp 3:1                 | Hög                         |              | Algutstorp, Västergötland |       | 57.989421, 12.835655 | 10162500030001 | Ladda upp en bild av detta fornminne |
| Algutstorp 3:2                 | Hög                         |              | Algutstorp, Västergötland |       | 57.989338, 12.835866 | 10162500030002 | Ladda upp en bild av detta fornminne |
| Algutstorp 5:1                 | Röse                        |              | Algutstorp, Västergötland |       | 57.993351, 12.840571 | 10162500050001 | Ladda upp en bild av detta fornminne |
| Algutstorp 6:1                 | Hög                         |              | Algutstorp, Västergötland |       | 58.001733, 12.838311 | 10162500060001 | Ladda upp en bild av detta fornminne |
| Algutstorp 7:1                 | Hög                         |              | Algutstorp, Västergötland |       | 58.001439, 12.842198 | 10162500070001 | Ladda upp en bild av detta fornminne |
| Algutstorp 8:1                 | Hög                         |              | Algutstorp, Västergötland |       | 58.003507, 12.805180 | 10162500080001 | Ladda upp en bild av detta fornminne |
| Domarstenen (Algutstorp 9:1)   | Hällristning                |              | Algutstorp, Västergötland |       | 58.003217, 12.806844 | 10162500090001 | Ladda upp en bild av detta fornminne |
| Algutstorp 10:1                | Stensättning                |              | Algutstorp, Västergötland |       | 58.000608, 12.807490 | 10162500100001 | Ladda upp en bild av detta fornminne |
| Algutstorp 11:1                | Grav markerad av sten/block |              | Algutstorp, Västergötland |       | 58.001920, 12.810402 | 10162500110001 | Ladda upp en bild av detta fornminne |
| Algutstorp 13:1                | Grav markerad av sten/block |              | Algutstorp, Västergötland |       | 57.995251, 12.818602 | 10162500130001 | Ladda upp en bild av detta fornminne |
| Algutstorp 13:2                | Röse                        |              | Algutstorp, Västergötland |       | 57.995217, 12.818412 | 10162500130002 | Ladda upp en bild av detta fornminne |
| Algutstorp 14:1                | Hög                         |              | Algutstorp, Västergötland |       | 58.018965, 12.828784 | 10162500140001 | Ladda upp en bild av detta fornminne |
| Algutstorp 15:1                | Stenkrets                   |              | Algutstorp, Västergötland |       | 58.012282, 12.826925 | 10162500150001 | Ladda upp en bild av detta fornminne |
| Algutstorp 18:1                | Stenkammargrav              |              | Algutstorp, Västergötland |       | 58.008659, 12.825883 | 10162500180001 | Ladda upp en bild av detta fornminne |
| Algutstorp 20:1                | Stensättning                |              | Algutstorp, Västergötland |       | 58.009176, 12.823592 | 10162500200001 | Ladda upp en bild av detta fornminne |
| Algutstorp 20:2                | Stensättning                |              | Algutstorp, Västergötland |       | 58.009434, 12.824211 | 10162500200002 | Ladda upp en bild av detta fornminne |
| Algutstorp 20:3                | Stensättning                |              | Algutstorp, Västergötland |       | 58.009528, 12.824312 | 10162500200003 | Ladda upp en bild av detta fornminne |
| Algutstorp 22:1                | Hällristning                |              | Algutstorp, Västergötland |       | 58.013178, 12.844575 | 10162500220001 | Ladda upp en bild av detta fornminne |
| Algutstorp 22:2                | Hällristning                |              | Algutstorp, Västergötland |       | 58.013092, 12.844581 | 10162500220002 | Ladda upp en bild av detta fornminne |
| Algutstorp 22:3                | Hällristning                |              | Algutstorp, Västergötland |       | 58.013006, 12.845260 | 10162500220003 | Ladda upp en bild av detta fornminne |
| Algutstorp 22:4                | Hällristning                |              | Algutstorp, Västergötland |       | 58.013233, 12.845763 | 10162500220004 | Ladda upp en bild av detta fornminne |
| Algutstorp 22:5                | Hällristning                |              | Algutstorp, Västergötland |       | 58.013331, 12.844663 | 10162500220005 | Ladda upp en bild av detta fornminne |
| Algutstorp 23:1                | Grav markerad av sten/block |              | Algutstorp, Västergötland |       | 58.017197, 12.832494 | 10162500230001 | Ladda upp en bild av detta fornminne |
| Algutstorp 23:2                | Grav markerad av sten/block |              | Algutstorp, Västergötland |       | 58.017129, 12.832290 | 10162500230002 | Ladda upp en bild av detta fornminne |
| Algutstorp 24:1                | Gravfält                    |              | Algutstorp, Västergötland |       | 58.012121, 12.844147 | 10162500240001 | Ladda upp en bild av detta fornminne |
| Algutstorp 25:1                | Stenkammargrav              |              | Algutstorp, Västergötland |       | 58.008950, 12.860225 | 10162500250001 | Ladda upp en bild av detta fornminne |
| Algutstorp 26:1                | Hällristning                |              | Algutstorp, Västergötland |       | 58.013677, 12.842538 | 10162500260001 | Ladda upp en bild av detta fornminne |
| Algutstorp 26:2                | Hällristning                |              | Algutstorp, Västergötland |       | 58.013424, 12.842545 | 10162500260002 | Ladda upp en bild av detta fornminne |
| Algutstorp 26:3                | Hällristning                |              | Algutstorp, Västergötland |       | 58.013602, 12.842585 | 10162500260003 | Ladda upp en bild av detta fornminne |
| Algutstorp 26:4                | Stensättning                |              | Algutstorp, Västergötland |       | 58.013601, 12.842761 | 10162500260004 | Ladda upp en bild av detta fornminne |
| Algutstorp 27:1                | Stenkrets                   |              | Algutstorp, Västergötland |       | 58.004287, 12.814594 | 10162500270001 | Ladda upp en bild av detta fornminne |
| Algutstorp 27:2                | Stenkrets                   |              | Algutstorp, Västergötland |       | 58.004152, 12.814605 | 10162500270002 | Ladda upp en bild av detta fornminne |
| Algutstorp 28:1                | Hög                         |              | Algutstorp, Västergötland |       | 58.004643, 12.815280 | 10162500280001 | Ladda upp en bild av detta fornminne |
| Algutstorp 29:1                | Hög                         |              | Algutstorp, Västergötland |       | 58.016318, 12.823913 | 10162500290001 | Ladda upp en bild av detta fornminne |
| Algutstorp 31:1                | Hög                         |              | Algutstorp, Västergötland |       | 58.017475, 12.833217 | 10162500310001 | Ladda upp en bild av detta fornminne |
| Algutstorp 31:2                | Grav markerad av sten/block |              | Algutstorp, Västergötland |       | 58.017400, 12.833386 | 10162500310002 | Ladda upp en bild av detta fornminne |
| Algutstorp 31:3                | Grav markerad av sten/block |              | Algutstorp, Västergötland |       | 58.017374, 12.833269 | 10162500310003 | Ladda upp en bild av detta fornminne |
| Algutstorp 32:1                | Hög                         |              | Algutstorp, Västergötland |       | 58.017164, 12.830608 | 10162500320001 | Ladda upp en bild av detta fornminne |
| Algutstorp 35:1                | Hög                         |              | Algutstorp, Västergötland |       | 58.018408, 12.836991 | 10162500350001 | Ladda upp en bild av detta fornminne |
| Battlakullen (Algutstorp 36:1) | Hög                         |              | Algutstorp, Västergötland |       | 58.019693, 12.841750 | 10162500360001 | Ladda upp en bild av detta fornminne |
| Algutstorp 37:1                | Röse                        |              | Algutstorp, Västergötland |       | 58.022512, 12.850732 | 10162500370001 | Ladda upp en bild av detta fornminne |
| Algutstorp 38:1                | Grav markerad av sten/block |              | Algutstorp, Västergötland |       | 58.025315, 12.850794 | 10162500380001 | Ladda upp en bild av detta fornminne |
| Algutstorp 38:2                | Hällristning                |              | Algutstorp, Västergötland |       | 58.025315, 12.850794 | 10162500380002 | Ladda upp en bild av detta fornminne |
| Algutstorp 39:1                | Röse                        |              | Algutstorp, Västergötland |       | 58.024118, 12.849790 | 10162500390001 | Ladda upp en bild av detta fornminne |
| Algutstorp 41:1                | Gravfält                    |              | Algutstorp, Västergötland |       | 58.019175, 12.870092 | 10162500410001 | Ladda upp en bild av detta fornminne |
| Algutstorp 42:1                | Stenkrets                   |              | Algutstorp, Västergötland |       | 58.033621, 12.854391 | 10162500420001 | Ladda upp en bild av detta fornminne |
| Algutstorp 44:1                | Stensättning                |              | Algutstorp, Västergötland |       | 58.023193, 12.839851 | 10162500440001 | Ladda upp en bild av detta fornminne |
| Algutstorp 45:1                | Stensättning                |              | Algutstorp, Västergötland |       | 58.013259, 12.843949 | 10162500450001 | Ladda upp en bild av detta fornminne |
| Algutstorp 45:2                | Hällristning                |              | Algutstorp, Västergötland |       | 58.013207, 12.844205 | 10162500450002 | Ladda upp en bild av detta fornminne |
| Algutstorp 45:3                | Stensättning                |              | Algutstorp, Västergötland |       | 58.013213, 12.844197 | 10162500450003 | Ladda upp en bild av detta fornminne |
| Algutstorp 47:1                | Stensättning                |              | Algutstorp, Västergötland |       | 58.014427, 12.843580 | 10162500470001 | Ladda upp en bild av detta fornminne |
| Algutstorp 49:1                | Röse                        |              | Algutstorp, Västergötland |       | 58.032688, 12.854141 | 10162500490001 | Ladda upp en bild av detta fornminne |
| Algutstorp 49:2                | Röse                        |              | Algutstorp, Västergötland |       | 58.032581, 12.854358 | 10162500490002 | Ladda upp en bild av detta fornminne |
| Algutstorp 50:1                | Gravfält                    |              | Algutstorp, Västergötland |       | 58.025694, 12.852315 | 10162500500001 | Ladda upp en bild av detta fornminne |
| Algutstorp 50:2                | Stensättning                |              | Algutstorp, Västergötland |       | 58.025506, 12.851650 | 10162500500002 | Ladda upp en bild av detta fornminne |
| Algutstorp 51:1                | Röse                        |              | Algutstorp, Västergötland |       | 57.991140, 12.827926 | 10162500510001 | Ladda upp en bild av detta fornminne |
| Algutstorp 52:1                | Röse                        |              | Algutstorp, Västergötland |       | 57.996476, 12.839950 | 10162500520001 | Ladda upp en bild av detta fornminne |
| Algutstorp 54:1                | Röse                        |              | Algutstorp, Västergötland |       | 57.985453, 12.827627 | 10162500540001 | Ladda upp en bild av detta fornminne |
| Algutstorp 55:1                | Röse                        |              | Algutstorp, Västergötland |       | 57.994862, 12.841793 | 10162500550001 | Ladda upp en bild av detta fornminne |
| Algutstorp 59:1                | Stenkrets                   |              | Algutstorp, Västergötland |       | 57.990010, 12.814933 | 10162500590001 | Ladda upp en bild av detta fornminne |
| Algutstorp 60:1                | Röse                        |              | Algutstorp, Västergötland |       | 57.983565, 12.815962 | 10162500600001 | Ladda upp en bild av detta fornminne |
| Algutstorp 61:1                | Stenkrets                   |              | Algutstorp, Västergötland |       | 58.003098, 12.815872 | 10162500610001 | Ladda upp en bild av detta fornminne |
| Algutstorp 84:1                | Hällristning                |              | Algutstorp, Västergötland |       | 58.013025, 12.843300 | 10162500840001 | Ladda upp en bild av detta fornminne |
| Algutstorp 84:2                | Hällristning                |              | Algutstorp, Västergötland |       | 58.013088, 12.843194 | 10162500840002 | Ladda upp en bild av detta fornminne |
| Algutstorp 92:1                | Röse                        |              | Algutstorp, Västergötland |       | 57.992008, 12.839277 | 10162500920001 | Ladda upp en bild av detta fornminne |
| Algutstorp 92:2                | Stensättning                |              | Algutstorp, Västergötland |       | 57.991903, 12.839589 | 10162500920002 | Ladda upp en bild av detta fornminne |
| Algutstorp 93:1                | Röse                        |              | Algutstorp, Västergötland |       | 57.998765, 12.835366 | 10162500930001 | Ladda upp en bild av detta fornminne |
| Algutstorp 95:1                | Stensättning                |              | Algutstorp, Västergötland |       | 58.005777, 12.835923 | 10162500950001 | Ladda upp en bild av detta fornminne |
| Algutstorp 96:1                | Hällristning                |              | Algutstorp, Västergötland |       | 58.005716, 12.833139 | 10162500960001 | Ladda upp en bild av detta fornminne |
| Algutstorp 97:1                | Hällristning                |              | Algutstorp, Västergötland |       | 58.004068, 12.826567 | 10162500970001 | Ladda upp en bild av detta fornminne |
| Algutstorp 98:1                | Stensättning                |              | Algutstorp, Västergötland |       | 58.005810, 12.829303 | 10162500980001 | Ladda upp en bild av detta fornminne |
| Algutstorp 100:1               | Gravfält                    |              | Algutstorp, Västergötland |       | 58.022992, 12.844851 | 10162501000001 | Ladda upp en bild av detta fornminne |
| Algutstorp 101:1               | Stensättning                |              | Algutstorp, Västergötland |       | 58.010642, 12.853615 | 10162501010001 | Ladda upp en bild av detta fornminne |
| Algutstorp 101:2               | Stensättning                |              | Algutstorp, Västergötland |       | 58.010436, 12.853439 | 10162501010002 | Ladda upp en bild av detta fornminne |
| Algutstorp 101:2               | Stensättning                |              | Algutstorp, Västergötland |       | 58.010436, 12.853439 | 10162501010002 | Ladda upp en bild av detta fornminne |
| Algutstorp 104:1               | Naturföremål                |              | Algutstorp, Västergötland |       | 58.018331, 12.822536 | 10162501040001 | Ladda upp en bild av detta fornminne |
| Algutstorp 105:1               | Vägmärke                    |              | Algutstorp, Västergötland |       | 58.021489, 12.824844 | 10162501050001 | Ladda upp en bild av detta fornminne |
| Algutstorp 116:1               | Stensättning                |              | Algutstorp, Västergötland |       | 58.031639, 12.866216 | 10162501160001 | Ladda upp en bild av detta fornminne |
| Algutstorp 117:1               | Hällristning                |              | Algutstorp, Västergötland |       | 58.017137, 12.829817 | 10162501170001 | Ladda upp en bild av detta fornminne |
| Algutstorp 117:1               | Hällristning                |              | Algutstorp, Västergötland |       | 58.017137, 12.829817 | 10162501170001 | Ladda upp en bild av detta fornminne |
| Algutstorp 120:1               | Fossil åkermark             |              | Algutstorp, Västergötland |       | 58.015678, 12.822075 | 10162501200001 | Ladda upp en bild av detta fornminne |
| Algutstorp 123:2               | Hällristning                |              | Algutstorp, Västergötland |       | 57.999815, 12.804715 | 10162501230002 | Ladda upp en bild av detta fornminne |
| Algutstorp 124:1               | Stensättning                |              | Algutstorp, Västergötland |       | 58.012214, 12.822129 | 10162501240001 | Ladda upp en bild av detta fornminne |
| Algutstorp 125:1               | Stenkammargrav              |              | Algutstorp, Västergötland |       | 58.000158, 12.820383 | 10162501250001 | Ladda upp en bild av detta fornminne |
| Algutstorp 125:1               | Stenkammargrav              |              | Algutstorp, Västergötland |       | 58.000158, 12.820383 | 10162501250001 | Ladda upp en bild av detta fornminne |
| Algutstorp 128:1               | Fossil åker                 |              | Algutstorp, Västergötland |       | 58.021236, 12.817789 | 10162501280001 | Ladda upp en bild av detta fornminne |
| Algutstorp 136                 | Stensättning                |              | Algutstorp, Västergötland |       | 58.034308, 12.864189 | 12000000012296 | Ladda upp en bild av detta fornminne |

## Asklanda
| Namn                          | Lämningstyp    | Tillkomsttid | Historisk indelning     | Plats | Läge                 | ID-nr          | Bild                                 |
| ----------------------------- | -------------- | ------------ | ----------------------- | ----- | -------------------- | -------------- | ------------------------------------ |
| Asklanda 3:1                  | Gravfält       |              | Asklanda, Västergötland |       | 57.994683, 12.948554 | 10162800030001 | Ladda upp en bild av detta fornminne |
| Asklanda 7:1                  | Stenkammargrav |              | Asklanda, Västergötland |       | 57.990527, 12.938964 | 10162800070001 | Ladda upp en bild av detta fornminne |
| Asklanda 8:1                  | Stensättning   |              | Asklanda, Västergötland |       | 57.991220, 12.941232 | 10162800080001 | Ladda upp en bild av detta fornminne |
| Asklanda 8:2                  | Stensättning   |              | Asklanda, Västergötland |       | 57.991125, 12.941053 | 10162800080002 | Ladda upp en bild av detta fornminne |
| Asklanda 8:3                  | Stensättning   |              | Asklanda, Västergötland |       | 57.991019, 12.941220 | 10162800080003 | Ladda upp en bild av detta fornminne |
| Asklanda 8:4                  | Stensättning   |              | Asklanda, Västergötland |       | 57.991082, 12.941412 | 10162800080004 | Ladda upp en bild av detta fornminne |
| Kärringaröset (Asklanda 10:1) | Röse           |              | Asklanda, Västergötland |       | 57.993214, 12.932457 | 10162800100001 | Ladda upp en bild av detta fornminne |
| Klovnasten (Asklanda 11:1)    | Stensättning   |              | Asklanda, Västergötland |       | 57.997881, 12.917017 | 10162800110001 | Ladda upp en bild av detta fornminne |
| Klovnasten (Asklanda 11:2)    | Hällristning   |              | Asklanda, Västergötland |       | 57.997881, 12.917017 | 10162800110002 | Ladda upp en bild av detta fornminne |
| Asklanda 13:3                 | Hällristning   |              | Asklanda, Västergötland |       | 57.997603, 12.949484 | 10162800130003 | Ladda upp en bild av detta fornminne |
| Asklanda 14:1                 | Stensättning   |              | Asklanda, Västergötland |       | 57.995934, 12.936992 | 10162800140001 | Ladda upp en bild av detta fornminne |
| Asklanda 18:1                 | Stensättning   |              | Asklanda, Västergötland |       | 57.992651, 12.932736 | 10162800180001 | Ladda upp en bild av detta fornminne |
| Asklanda 27:1                 | Hällristning   |              | Asklanda, Västergötland |       | 57.986792, 12.925152 | 10162800270001 | Ladda upp en bild av detta fornminne |
| Asklanda 27:2                 | Hällristning   |              | Asklanda, Västergötland |       | 57.986716, 12.925142 | 10162800270002 | Ladda upp en bild av detta fornminne |
| Asklanda 27:3                 | Hällristning   |              | Asklanda, Västergötland |       | 57.986716, 12.925142 | 10162800270003 | Ladda upp en bild av detta fornminne |
| Asklanda 38:1                 | Hällristning   |              | Asklanda, Västergötland |       | 57.988024, 12.930940 | 10162800380001 | Ladda upp en bild av detta fornminne |
| Asklanda 47:1                 | Hällristning   |              | Asklanda, Västergötland |       | 57.996297, 12.916967 | 10162800470001 | Ladda upp en bild av detta fornminne |
| Asklanda 50:1                 | Hällristning   |              | Asklanda, Västergötland |       | 58.000070, 12.918271 | 10162800500001 | Ladda upp en bild av detta fornminne |

## Bergstena
| Namn                                    | Lämningstyp                 | Tillkomsttid | Historisk indelning      | Plats | Läge                 | ID-nr          | Bild                                      |
| --------------------------------------- | --------------------------- | ------------ | ------------------------ | ----- | -------------------- | -------------- | ----------------------------------------- |
| Bergstena 2:1                           | Stenkrets                   |              | Bergstena, Västergötland |       | 58.062309, 12.679927 | 10163100020001 | Ladda upp en bild av detta fornminne      |
| Bergstena 2:2                           | Stenkrets                   |              | Bergstena, Västergötland |       | 58.062440, 12.680113 | 10163100020002 | Ladda upp en bild av detta fornminne      |
| Bergstena 2:3                           | Grav markerad av sten/block |              | Bergstena, Västergötland |       | 58.062323, 12.680163 | 10163100020003 | Ladda upp en bild av detta fornminne      |
| Bergstena 2:4                           | Grav markerad av sten/block |              | Bergstena, Västergötland |       | 58.062384, 12.680316 | 10163100020004 | Ladda upp en bild av detta fornminne      |
| Bergstena gamala kyrka (Bergstena 15:1) | Kyrka/kapell                |              | Bergstena, Västergötland |       | 58.047199, 12.652004 | 10163100150001 | Ladda upp en bild av detta fornminne      |
| Bergstena gamala kyrka (Bergstena 15:2) | Begravningsplats            |              | Bergstena, Västergötland |       | 58.047247, 12.652127 | 10163100150002 | Ladda upp en bild av detta fornminne      |
| Bergstena 19:1                          | Gravfält                    |              | Bergstena, Västergötland |       | 58.044854, 12.658359 | 10163100190001 | Ladda upp en bild av detta fornminne      |
| Bergstena 20:1                          | Stenkammargrav              |              | Bergstena, Västergötland |       | 58.042712, 12.662193 | 10163100200001 | Ladda upp en bild av detta fornminne      |
| Kungsstenen (Bergstena 21:1)            | Grav markerad av sten/block |              | Bergstena, Västergötland |       | 58.041931, 12.671089 | 10163100210001 | Ladda upp en bild av detta fornminne      |
| Bergstena 22:1                          | Hög                         |              | Bergstena, Västergötland |       | 58.039542, 12.653185 | 10163100220001 | Ladda upp en till bild av detta fornminne |
| Bergstena 22:2                          | Stensättning                |              | Bergstena, Västergötland |       | 58.039393, 12.653078 | 10163100220002 | Ladda upp en bild av detta fornminne      |
| Bergstena 22:3                          | Stensättning                |              | Bergstena, Västergötland |       | 58.039034, 12.653017 | 10163100220003 | Ladda upp en bild av detta fornminne      |
| Bergstena 26:1                          | Gravfält                    |              | Bergstena, Västergötland |       | 58.034161, 12.628675 | 10163100260001 | Ladda upp en bild av detta fornminne      |
| Bergstena 28:1                          | Röse                        |              | Bergstena, Västergötland |       | 58.044627, 12.633508 | 10163100280001 | Ladda upp en bild av detta fornminne      |
| Bergstena 29:1                          | Stensättning                |              | Bergstena, Västergötland |       | 58.044983, 12.650086 | 10163100290001 | Ladda upp en bild av detta fornminne      |
| Bergstena 30:1                          | Stensättning                |              | Bergstena, Västergötland |       | 58.044042, 12.648428 | 10163100300001 | Ladda upp en bild av detta fornminne      |
| Bergstena 32:1                          | Stensättning                |              | Bergstena, Västergötland |       | 58.043221, 12.648026 | 10163100320001 | Ladda upp en bild av detta fornminne      |
| Bergstena 45:1                          | Hällristning                |              | Bergstena, Västergötland |       | 58.042886, 12.649705 | 10163100450001 | Ladda upp en bild av detta fornminne      |
| Bergstena 46:1                          | Stensättning                |              | Bergstena, Västergötland |       | 58.081618, 12.678417 | 10163100460001 | Ladda upp en bild av detta fornminne      |
| Bergstena 46:2                          | Stensättning                |              | Bergstena, Västergötland |       | 58.081504, 12.678536 | 10163100460002 | Ladda upp en bild av detta fornminne      |
| Bergstena 46:3                          | Stensättning                |              | Bergstena, Västergötland |       | 58.081697, 12.678305 | 10163100460003 | Ladda upp en bild av detta fornminne      |
| Bergstena 47:1                          | Stenkrets                   |              | Bergstena, Västergötland |       | 58.048408, 12.644379 | 10163100470001 | Ladda upp en bild av detta fornminne      |
| Bergstena 50:1                          | Stensättning                |              | Bergstena, Västergötland |       | 58.043463, 12.648147 | 10163100500001 | Ladda upp en bild av detta fornminne      |
| Bergstena 55:1                          | Stensättning                |              | Bergstena, Västergötland |       | 58.058091, 12.683249 | 10163100550001 | Ladda upp en bild av detta fornminne      |
| Bergstena 55:2                          | Stensättning                |              | Bergstena, Västergötland |       | 58.058163, 12.683694 | 10163100550002 | Ladda upp en bild av detta fornminne      |
| Bergstena 58:1                          | Stensättning                |              | Bergstena, Västergötland |       | 58.044723, 12.646916 | 10163100580001 | Ladda upp en bild av detta fornminne      |
| Bergstena 59:1                          | Stensättning                |              | Bergstena, Västergötland |       | 58.044876, 12.643000 | 10163100590001 | Ladda upp en bild av detta fornminne      |
| Bergstena 60:1                          | Hög                         |              | Bergstena, Västergötland |       | 58.045632, 12.643366 | 10163100600001 | Ladda upp en bild av detta fornminne      |
| Bergstena 61:1                          | Stensättning                |              | Bergstena, Västergötland |       | 58.044774, 12.645145 | 10163100610001 | Ladda upp en bild av detta fornminne      |
| Bergstena 65:1                          | Gravfält                    |              | Bergstena, Västergötland |       | 58.033253, 12.630835 | 10163100650001 | Ladda upp en bild av detta fornminne      |

## Fullestad
| Namn           | Lämningstyp                 | Tillkomsttid | Historisk indelning      | Plats | Läge                 | ID-nr          | Bild                                 |
| -------------- | --------------------------- | ------------ | ------------------------ | ----- | -------------------- | -------------- | ------------------------------------ |
| Fullestad 1:1  | Grav markerad av sten/block |              | Fullestad, Västergötland |       | 58.045082, 12.712645 | 10166400010001 | Ladda upp en bild av detta fornminne |
| Fullestad 1:2  | Hög                         |              | Fullestad, Västergötland |       | 58.045090, 12.712385 | 10166400010002 | Ladda upp en bild av detta fornminne |
| Fullestad 1:3  | Hög                         |              | Fullestad, Västergötland |       | 58.045220, 12.712310 | 10166400010003 | Ladda upp en bild av detta fornminne |
| Fullestad 2:1  | Röse                        |              | Fullestad, Västergötland |       | 58.042528, 12.714682 | 10166400020001 | Ladda upp en bild av detta fornminne |
| Fullestad 4:1  | Gravfält                    |              | Fullestad, Västergötland |       | 58.015731, 12.704980 | 10166400040001 | Ladda upp en bild av detta fornminne |
| Fullestad 5:1  | Stensättning                |              | Fullestad, Västergötland |       | 58.015042, 12.704910 | 10166400050001 | Ladda upp en bild av detta fornminne |
| Fullestad 6:1  | Stensättning                |              | Fullestad, Västergötland |       | 58.015468, 12.707606 | 10166400060001 | Ladda upp en bild av detta fornminne |
| Fullestad 6:2  | Stensättning                |              | Fullestad, Västergötland |       | 58.015387, 12.707327 | 10166400060002 | Ladda upp en bild av detta fornminne |
| Fullestad 7:1  | Gravfält                    |              | Fullestad, Västergötland |       | 58.031758, 12.700860 | 10166400070001 | Ladda upp en bild av detta fornminne |
| Fullestad 9:1  | Hög                         |              | Fullestad, Västergötland |       | 58.032099, 12.702372 | 10166400090001 | Ladda upp en bild av detta fornminne |
| Fullestad 10:1 | Grav markerad av sten/block |              | Fullestad, Västergötland |       | 58.033401, 12.704572 | 10166400100001 | Ladda upp en bild av detta fornminne |
| Fullestad 11:1 | Gravfält                    |              | Fullestad, Västergötland |       | 58.033392, 12.702435 | 10166400110001 | Ladda upp en bild av detta fornminne |
| Fullestad 12:1 | Hällristning                |              | Fullestad, Västergötland |       | 58.032281, 12.701289 | 10166400120001 | Ladda upp en bild av detta fornminne |
| Fullestad 13:1 | Hög                         |              | Fullestad, Västergötland |       | 58.024530, 12.717520 | 10166400130001 | Ladda upp en bild av detta fornminne |
| Fullestad 13:2 | Hög                         |              | Fullestad, Västergötland |       | 58.024655, 12.717403 | 10166400130002 | Ladda upp en bild av detta fornminne |
| Fullestad 13:3 | Hög                         |              | Fullestad, Västergötland |       | 58.024785, 12.717306 | 10166400130003 | Ladda upp en bild av detta fornminne |
| Fullestad 14:1 | Röse                        |              | Fullestad, Västergötland |       | 58.046923, 12.722739 | 10166400140001 | Ladda upp en bild av detta fornminne |
| Fullestad 17:1 | Stensättning                |              | Fullestad, Västergötland |       | 58.013528, 12.707304 | 10166400170001 | Ladda upp en bild av detta fornminne |
| Fullestad 18:1 | Stensättning                |              | Fullestad, Västergötland |       | 58.013017, 12.713494 | 10166400180001 | Ladda upp en bild av detta fornminne |
| Fullestad 20:1 | Hög                         |              | Fullestad, Västergötland |       | 58.032177, 12.703017 | 10166400200001 | Ladda upp en bild av detta fornminne |
| Fullestad 21:1 | Hällristning                |              | Fullestad, Västergötland |       | 58.033514, 12.702987 | 10166400210001 | Ladda upp en bild av detta fornminne |
| Fullestad 22:1 | Hällristning                |              | Fullestad, Västergötland |       | 58.046750, 12.722928 | 10166400220001 | Ladda upp en bild av detta fornminne |
| Fullestad 23:1 | Stensättning                |              | Fullestad, Västergötland |       | 58.035196, 12.674462 | 10166400230001 | Ladda upp en bild av detta fornminne |
| Fullestad 25:1 | Stensättning                |              | Fullestad, Västergötland |       | 58.039117, 12.725442 | 10166400250001 | Ladda upp en bild av detta fornminne |
| Fullestad 26:1 | Gravfält                    |              | Fullestad, Västergötland |       | 58.032813, 12.734694 | 10166400260001 | Ladda upp en bild av detta fornminne |
| Fullestad 27:1 | Gravfält                    |              | Fullestad, Västergötland |       | 58.037993, 12.740198 | 10166400270001 | Ladda upp en bild av detta fornminne |
| Fullestad 29:1 | Stensättning                |              | Fullestad, Västergötland |       | 58.025678, 12.719291 | 10166400290001 | Ladda upp en bild av detta fornminne |
| Fullestad 30:1 | Gravfält                    |              | Fullestad, Västergötland |       | 58.018147, 12.721034 | 10166400300001 | Ladda upp en bild av detta fornminne |
| Fullestad 31:1 | Stensättning                |              | Fullestad, Västergötland |       | 58.019534, 12.717325 | 10166400310001 | Ladda upp en bild av detta fornminne |
| Fullestad 38:1 | Stensättning                |              | Fullestad, Västergötland |       | 58.040981, 12.677296 | 10166400380001 | Ladda upp en bild av detta fornminne |
| Fullestad 42:1 | Stensättning                |              | Fullestad, Västergötland |       | 58.039516, 12.737979 | 10166400420001 | Ladda upp en bild av detta fornminne |

## Hol
| Namn                 | Lämningstyp                 | Tillkomsttid | Historisk indelning | Plats | Läge                 | ID-nr          | Bild                                      |
| -------------------- | --------------------------- | ------------ | ------------------- | ----- | -------------------- | -------------- | ----------------------------------------- |
| Hol 1:1              | Runristning                 |              | Hol, Västergötland  |       | 57.974588, 12.664684 | 10168500010001 | Ladda upp en till bild av detta fornminne |
| Hol 2:1              | Hög                         |              | Hol, Västergötland  |       | 57.982226, 12.671989 | 10168500020001 | Ladda upp en bild av detta fornminne      |
| Hol 2:2              | Stensättning                |              | Hol, Västergötland  |       | 57.982056, 12.671559 | 10168500020002 | Ladda upp en bild av detta fornminne      |
| Hol 2:3              | Stensättning                |              | Hol, Västergötland  |       | 57.982058, 12.671287 | 10168500020003 | Ladda upp en bild av detta fornminne      |
| Hol 2:4              | Stensättning                |              | Hol, Västergötland  |       | 57.981911, 12.671475 | 10168500020004 | Ladda upp en bild av detta fornminne      |
| Hol 3:1              | Hög                         |              | Hol, Västergötland  |       | 57.983242, 12.674887 | 10168500030001 | Ladda upp en bild av detta fornminne      |
| Hol 3:2              | Hög                         |              | Hol, Västergötland  |       | 57.983456, 12.675726 | 10168500030002 | Ladda upp en bild av detta fornminne      |
| Hol 4:1              | Gravfält                    |              | Hol, Västergötland  |       | 57.982205, 12.664443 | 10168500040001 | Ladda upp en till bild av detta fornminne |
| Hols gärde (Hol 5:1) | Stenkrets                   |              | Hol, Västergötland  |       | 57.981941, 12.666623 | 10168500050001 | Ladda upp en bild av detta fornminne      |
| Hols gärde (Hol 5:2) | Grav markerad av sten/block |              | Hol, Västergötland  |       | 57.981913, 12.666842 | 10168500050002 | Ladda upp en bild av detta fornminne      |
| Store hög (Hol 6:1)  | Hög                         |              | Hol, Västergötland  |       | 57.980974, 12.660380 | 10168500060001 | Ladda upp en till bild av detta fornminne |
| Hols gärde (Hol 7:1) | Gravfält                    |              | Hol, Västergötland  |       | 57.981260, 12.662581 | 10168500070001 | Ladda upp en bild av detta fornminne      |
| Hol 8:1              | Gravfält                    |              | Hol, Västergötland  |       | 57.982772, 12.667599 | 10168500080001 | Ladda upp en bild av detta fornminne      |
| Hol 9:1              | Gravfält                    |              | Hol, Västergötland  |       | 57.982263, 12.661461 | 10168500090001 | Ladda upp en bild av detta fornminne      |
| Hol 10:1             | Hög                         |              | Hol, Västergötland  |       | 57.984217, 12.671569 | 10168500100001 | Ladda upp en bild av detta fornminne      |
| Hol 10:2             | Hög                         |              | Hol, Västergötland  |       | 57.984299, 12.671944 | 10168500100002 | Ladda upp en till bild av detta fornminne |
| Hol 11:1             | Hög                         |              | Hol, Västergötland  |       | 57.984825, 12.673358 | 10168500110001 | Ladda upp en bild av detta fornminne      |
| Hol 12:1             | Gravfält                    |              | Hol, Västergötland  |       | 57.981091, 12.657681 | 10168500120001 | Ladda upp en till bild av detta fornminne |
| Hol 13:1             | Hög                         |              | Hol, Västergötland  |       | 57.974995, 12.675054 | 10168500130001 | Ladda upp en bild av detta fornminne      |
| Hol 13:1             | Hög                         |              | Hol, Västergötland  |       | 57.974995, 12.675054 | 10168500130001 | Ladda upp en bild av detta fornminne      |
| Hol 16:1             | Hög                         |              | Hol, Västergötland  |       | 57.981911, 12.648856 | 10168500160001 | Ladda upp en bild av detta fornminne      |
| Hol 22:1             | Stensättning                |              | Hol, Västergötland  |       | 57.964293, 12.626242 | 10168500220001 | Ladda upp en bild av detta fornminne      |
| Bäne (Hol 26:1)      | Hög                         |              | Hol, Västergötland  |       | 57.992086, 12.703306 | 10168500260001 | Ladda upp en bild av detta fornminne      |
| Hol 27:1             | Gravfält                    |              | Hol, Västergötland  |       | 57.992117, 12.706364 | 10168500270001 | Ladda upp en bild av detta fornminne      |
| Hol 29:1             | Stenkammargrav              |              | Hol, Västergötland  |       | 57.981739, 12.728062 | 10168500290001 | Ladda upp en bild av detta fornminne      |
| Hol 30:1             | Röse                        |              | Hol, Västergötland  |       | 57.987044, 12.726164 | 10168500300001 | Ladda upp en bild av detta fornminne      |
| Hol 31:1             | Hög                         |              | Hol, Västergötland  |       | 58.001140, 12.726390 | 10168500310001 | Ladda upp en bild av detta fornminne      |
| Hol 31:2             | Hög                         |              | Hol, Västergötland  |       | 58.001570, 12.726759 | 10168500310002 | Ladda upp en bild av detta fornminne      |
| Hol 31:3             | Stensättning                |              | Hol, Västergötland  |       | 58.001336, 12.726298 | 10168500310003 | Ladda upp en bild av detta fornminne      |
| Hol 31:4             | Stensättning                |              | Hol, Västergötland  |       | 58.001462, 12.726580 | 10168500310004 | Ladda upp en bild av detta fornminne      |
| Hol 34:1             | Grav markerad av sten/block |              | Hol, Västergötland  |       | 57.995466, 12.728815 | 10168500340001 | Ladda upp en bild av detta fornminne      |
| Hol 34:2             | Stenkammargrav              |              | Hol, Västergötland  |       | 57.995391, 12.728769 | 10168500340002 | Ladda upp en bild av detta fornminne      |
| Hol 37:1             | Gravfält                    |              | Hol, Västergötland  |       | 57.982646, 12.666113 | 10168500370001 | Ladda upp en bild av detta fornminne      |
| Hol 38:1             | Hög                         |              | Hol, Västergötland  |       | 58.004645, 12.729931 | 10168500380001 | Ladda upp en bild av detta fornminne      |
| Hol 41:1             | Hög                         |              | Hol, Västergötland  |       | 58.002994, 12.710507 | 10168500410001 | Ladda upp en bild av detta fornminne      |
| Hol 41:2             | Hög                         |              | Hol, Västergötland  |       | 58.003096, 12.710057 | 10168500410002 | Ladda upp en bild av detta fornminne      |
| Hol 42:1             | Röse                        |              | Hol, Västergötland  |       | 58.002842, 12.707588 | 10168500420001 | Ladda upp en bild av detta fornminne      |
| Hol 43:1             | Röse                        |              | Hol, Västergötland  |       | 58.003270, 12.708942 | 10168500430001 | Ladda upp en bild av detta fornminne      |
| Hol 44:1             | Hög                         |              | Hol, Västergötland  |       | 58.005118, 12.709501 | 10168500440001 | Ladda upp en bild av detta fornminne      |
| Hol 45:1             | Hög                         |              | Hol, Västergötland  |       | 58.001441, 12.715603 | 10168500450001 | Ladda upp en bild av detta fornminne      |
| Hol 49:1             | Grav markerad av sten/block |              | Hol, Västergötland  |       | 57.992537, 12.704055 | 10168500490001 | Ladda upp en bild av detta fornminne      |
| Hol 49:2             | Grav markerad av sten/block |              | Hol, Västergötland  |       | 57.992581, 12.704343 | 10168500490002 | Ladda upp en bild av detta fornminne      |
| Hol 49:3             | Grav markerad av sten/block |              | Hol, Västergötland  |       | 57.992624, 12.704594 | 10168500490003 | Ladda upp en bild av detta fornminne      |
| Hol 49:4             | Grav markerad av sten/block |              | Hol, Västergötland  |       | 57.992570, 12.704432 | 10168500490004 | Ladda upp en bild av detta fornminne      |
| Hol 49:5             | Grav markerad av sten/block |              | Hol, Västergötland  |       | 57.992616, 12.704469 | 10168500490005 | Ladda upp en bild av detta fornminne      |
| Hol 49:6             | Grav markerad av sten/block |              | Hol, Västergötland  |       | 57.992619, 12.704374 | 10168500490006 | Ladda upp en bild av detta fornminne      |
| Hol 51:1             | Hög                         |              | Hol, Västergötland  |       | 58.004615, 12.726925 | 10168500510001 | Ladda upp en bild av detta fornminne      |
| Hol 57:1             | Stensättning                |              | Hol, Västergötland  |       | 57.992648, 12.706121 | 10168500570001 | Ladda upp en bild av detta fornminne      |
| Hol 64:1             | Hällristning                |              | Hol, Västergötland  |       | 57.989686, 12.663060 | 10168500640001 | Ladda upp en bild av detta fornminne      |
| Hol 65:1             | Hällristning                |              | Hol, Västergötland  |       | 57.991542, 12.673410 | 10168500650001 | Ladda upp en bild av detta fornminne      |
| Hol 65:1             | Hällristning                |              | Hol, Västergötland  |       | 57.991542, 12.673410 | 10168500650001 | Ladda upp en bild av detta fornminne      |
| Hol 70:1             | Fossil åkermark             |              | Hol, Västergötland  |       | 57.986747, 12.648431 | 10168500700001 | Ladda upp en bild av detta fornminne      |
| Hol 94:1             | Hålvägar                    |              | Hol, Västergötland  |       | 57.980956, 12.658583 | 10168500940001 | Ladda upp en bild av detta fornminne      |
| Hol 95:1             | Hålvägar                    |              | Hol, Västergötland  |       | 57.982139, 12.661825 | 10168500950001 | Ladda upp en bild av detta fornminne      |
| Hol 99:1             | Hålvägar                    |              | Hol, Västergötland  |       | 57.981956, 12.674278 | 10168500990001 | Ladda upp en bild av detta fornminne      |
| Hol 107:1            | Grav markerad av sten/block |              | Hol, Västergötland  |       | 57.974432, 12.664607 | 10168501070001 | Ladda upp en bild av detta fornminne      |
| Hol 111:1            | Hällristning                |              | Hol, Västergötland  |       | 57.969392, 12.662349 | 10168501110001 | Ladda upp en bild av detta fornminne      |
| Hol 111:1            | Hällristning                |              | Hol, Västergötland  |       | 57.969392, 12.662349 | 10168501110001 | Ladda upp en bild av detta fornminne      |
| Hol 111:1            | Hällristning                |              | Hol, Västergötland  |       | 57.969392, 12.662349 | 10168501110001 | Ladda upp en bild av detta fornminne      |
| Hol 125:1            | Fångstgrop                  |              | Hol, Västergötland  |       | 57.992792, 12.668758 | 10168501250001 | Ladda upp en bild av detta fornminne      |
| Hol 138:1            | Färdväg                     |              | Hol, Västergötland  |       | 57.993717, 12.665792 | 10168501380001 | Ladda upp en bild av detta fornminne      |
| Hol 136:1            | Stensättning                |              | Hol, Västergötland  |       | 57.964117, 12.626937 | 10168501360001 | Ladda upp en bild av detta fornminne      |
| Hol 137:1            | Hög                         |              | Hol, Västergötland  |       | 57.983681, 12.665768 | 10168501370001 | Ladda upp en bild av detta fornminne      |
| Hol 137:2            | Gravfält                    |              | Hol, Västergötland  |       | 57.984144, 12.666825 | 10168501370002 | Ladda upp en bild av detta fornminne      |
| Hol 151              | Runristning                 |              | Hol, Västergötland  |       | 57.975028, 12.665213 | 12000000040088 | Ladda upp en till bild av detta fornminne |

## Horla
| Namn       | Lämningstyp                 | Tillkomsttid | Historisk indelning  | Plats | Läge                 | ID-nr          | Bild                                 |
| ---------- | --------------------------- | ------------ | -------------------- | ----- | -------------------- | -------------- | ------------------------------------ |
| Horla 2:1  | Gravfält                    |              | Horla, Västergötland |       | 57.968777, 12.733073 | 10168800020001 | Ladda upp en bild av detta fornminne |
| Horla 3:1  | Stenkammargrav              |              | Horla, Västergötland |       | 57.969870, 12.736267 | 10168800030001 | Ladda upp en bild av detta fornminne |
| Horla 5:1  | Röse                        |              | Horla, Västergötland |       | 57.964278, 12.731449 | 10168800050001 | Ladda upp en bild av detta fornminne |
| Horla 7:1  | Stenkrets                   |              | Horla, Västergötland |       | 57.961680, 12.732840 | 10168800070001 | Ladda upp en bild av detta fornminne |
| Horla 7:2  | Stensättning                |              | Horla, Västergötland |       | 57.961420, 12.732976 | 10168800070002 | Ladda upp en bild av detta fornminne |
| Horla 8:1  | Stenkrets                   |              | Horla, Västergötland |       | 57.961300, 12.730537 | 10168800080001 | Ladda upp en bild av detta fornminne |
| Horla 8:2  | Stenkrets                   |              | Horla, Västergötland |       | 57.961095, 12.730765 | 10168800080002 | Ladda upp en bild av detta fornminne |
| Horla 8:3  | Stenkrets                   |              | Horla, Västergötland |       | 57.961006, 12.730903 | 10168800080003 | Ladda upp en bild av detta fornminne |
| Horla 9:1  | Stenkrets                   |              | Horla, Västergötland |       | 57.961814, 12.730454 | 10168800090001 | Ladda upp en bild av detta fornminne |
| Horla 10:1 | Grav markerad av sten/block |              | Horla, Västergötland |       | 57.961442, 12.738388 | 10168800100001 | Ladda upp en bild av detta fornminne |
| Horla 13:1 | Gravfält                    |              | Horla, Västergötland |       | 57.961263, 12.713712 | 10168800130001 | Ladda upp en bild av detta fornminne |
| Horla 13:2 | Grav markerad av sten/block |              | Horla, Västergötland |       | 57.960989, 12.712691 | 10168800130002 | Ladda upp en bild av detta fornminne |
| Horla 15:1 | Röse                        |              | Horla, Västergötland |       | 57.960380, 12.705225 | 10168800150001 | Ladda upp en bild av detta fornminne |
| Horla 16:2 | Hög                         |              | Horla, Västergötland |       | 57.962439, 12.712414 | 10168800160002 | Ladda upp en bild av detta fornminne |
| Horla 18:1 | Stensättning                |              | Horla, Västergötland |       | 57.966448, 12.714280 | 10168800180001 | Ladda upp en bild av detta fornminne |
| Horla 19:1 | Röse                        |              | Horla, Västergötland |       | 57.966001, 12.717333 | 10168800190001 | Ladda upp en bild av detta fornminne |
| Horla 21:1 | Stensättning                |              | Horla, Västergötland |       | 57.963584, 12.712949 | 10168800210001 | Ladda upp en bild av detta fornminne |
| Horla 26:1 | Stenkrets                   |              | Horla, Västergötland |       | 57.978037, 12.740782 | 10168800260001 | Ladda upp en bild av detta fornminne |
| Horla 27:1 | Hög                         |              | Horla, Västergötland |       | 57.967011, 12.724476 | 10168800270001 | Ladda upp en bild av detta fornminne |
| Horla 28:1 | Röse                        |              | Horla, Västergötland |       | 57.966464, 12.721583 | 10168800280001 | Ladda upp en bild av detta fornminne |
| Horla 29:1 | Röse                        |              | Horla, Västergötland |       | 57.966769, 12.721048 | 10168800290001 | Ladda upp en bild av detta fornminne |
| Horla 34:1 | Gravfält                    |              | Horla, Västergötland |       | 57.961698, 12.721588 | 10168800340001 | Ladda upp en bild av detta fornminne |
| Horla 35:2 | Stensättning                |              | Horla, Västergötland |       | 57.960975, 12.719479 | 10168800350002 | Ladda upp en bild av detta fornminne |
| Horla 44:1 | Hällristning                |              | Horla, Västergötland |       | 57.969516, 12.734125 | 10168800440001 | Ladda upp en bild av detta fornminne |
| Horla 44:2 | Stensättning                |              | Horla, Västergötland |       | 57.969390, 12.733822 | 10168800440002 | Ladda upp en bild av detta fornminne |
| Horla 47:1 | Stensättning                |              | Horla, Västergötland |       | 57.962826, 12.720076 | 10168800470001 | Ladda upp en bild av detta fornminne |
| Horla 79:1 | Röse                        |              | Horla, Västergötland |       | 57.934294, 12.732957 | 10168800790001 | Ladda upp en bild av detta fornminne |
| Horla 80:1 | Stensättning                |              | Horla, Västergötland |       | 57.934901, 12.732194 | 10168800800001 | Ladda upp en bild av detta fornminne |
| Horla 81:1 | Stensättning                |              | Horla, Västergötland |       | 57.934933, 12.731910 | 10168800810001 | Ladda upp en bild av detta fornminne |

## Kullings-Skövde
| Namn                                  | Lämningstyp                      | Tillkomsttid | Historisk indelning            | Plats | Läge                 | ID-nr          | Bild                                      |
| ------------------------------------- | -------------------------------- | ------------ | ------------------------------ | ----- | -------------------- | -------------- | ----------------------------------------- |
| Kullings-Skövde 1:1                   | Stensättning                     |              | Kullings-Skövde, Västergötland |       | 58.060970, 12.743115 | 10171100010001 | Ladda upp en bild av detta fornminne      |
| Kullings-Skövde 2:1                   | Grav markerad av sten/block      |              | Kullings-Skövde, Västergötland |       | 58.061520, 12.745805 | 10171100020001 | Ladda upp en bild av detta fornminne      |
| Kullings-Skövde 2:2                   | Grav markerad av sten/block      |              | Kullings-Skövde, Västergötland |       | 58.061715, 12.745173 | 10171100020002 | Ladda upp en bild av detta fornminne      |
| Kullings-Skövde 3:1                   | Gravfält                         |              | Kullings-Skövde, Västergötland |       | 58.061441, 12.747519 | 10171100030001 | Ladda upp en bild av detta fornminne      |
| Kullings-Skövde 5:1                   | Stenkammargrav                   |              | Kullings-Skövde, Västergötland |       | 58.070778, 12.761255 | 10171100050001 | Ladda upp en bild av detta fornminne      |
| Kullings-Skövde 5:2                   | Grav markerad av sten/block      |              | Kullings-Skövde, Västergötland |       | 58.070641, 12.761432 | 10171100050002 | Ladda upp en bild av detta fornminne      |
| Kullings-Skövde 5:3                   | Grav markerad av sten/block      |              | Kullings-Skövde, Västergötland |       | 58.070632, 12.761310 | 10171100050003 | Ladda upp en bild av detta fornminne      |
| Kullings-Skövde 5:4                   | Grav markerad av sten/block      |              | Kullings-Skövde, Västergötland |       | 58.070567, 12.761292 | 10171100050004 | Ladda upp en bild av detta fornminne      |
| Kullings-Skövde 6:1                   | Gravfält                         |              | Kullings-Skövde, Västergötland |       | 58.071294, 12.764699 | 10171100060001 | Ladda upp en bild av detta fornminne      |
| Kullings-Skövde 7:1                   | Stenkammargrav                   |              | Kullings-Skövde, Västergötland |       | 58.074864, 12.774986 | 10171100070001 | Ladda upp en bild av detta fornminne      |
| Kullings-Skövde 9:1                   | Grav markerad av sten/block      |              | Kullings-Skövde, Västergötland |       | 58.042255, 12.809511 | 10171100090001 | Ladda upp en till bild av detta fornminne |
| Kullings-Skövde 10:1                  | Grav markerad av sten/block      |              | Kullings-Skövde, Västergötland |       | 58.043765, 12.813789 | 10171100100001 | Ladda upp en bild av detta fornminne      |
| Kullings-Skövde 10:2                  | Grav markerad av sten/block      |              | Kullings-Skövde, Västergötland |       | 58.043703, 12.813777 | 10171100100002 | Ladda upp en till bild av detta fornminne |
| Kullings-Skövde 11:1                  | Grav markerad av sten/block      |              | Kullings-Skövde, Västergötland |       | 58.040406, 12.814143 | 10171100110001 | Ladda upp en till bild av detta fornminne |
| Kullings-Skövde 12:1                  | Grav markerad av sten/block      |              | Kullings-Skövde, Västergötland |       | 58.040839, 12.812361 | 10171100120001 | Ladda upp en till bild av detta fornminne |
| Kullings-Skövde 13:1                  | Vägmärke                         |              | Kullings-Skövde, Västergötland |       | 58.042756, 12.813839 | 10171100130001 | Ladda upp en till bild av detta fornminne |
| Kullings-Skövde 14:1                  | Hällristning                     |              | Kullings-Skövde, Västergötland |       | 58.039998, 12.808311 | 10171100140001 | Ladda upp en till bild av detta fornminne |
| Kullings-Skövde 18:1                  | Fornlämningsliknande lämning     |              | Kullings-Skövde, Västergötland |       | 58.047336, 12.803939 | 10171100180001 | Ladda upp en bild av detta fornminne      |
| Kullings-Skövde 19:1                  | Hög                              |              | Kullings-Skövde, Västergötland |       | 58.029030, 12.748847 | 10171100190001 | Ladda upp en bild av detta fornminne      |
| Kullings-Skövde 21:1                  | Hög                              |              | Kullings-Skövde, Västergötland |       | 58.074102, 12.773900 | 10171100210001 | Ladda upp en bild av detta fornminne      |
| Kullings-Skövde 22:1                  | Grav markerad av sten/block      |              | Kullings-Skövde, Västergötland |       | 58.040141, 12.813134 | 10171100220001 | Ladda upp en till bild av detta fornminne |
| Kullings-Skövde 23:1                  | Hög                              |              | Kullings-Skövde, Västergötland |       | 58.028371, 12.742554 | 10171100230001 | Ladda upp en bild av detta fornminne      |
| Kullings-Skövde 23:2                  | Stensättning                     |              | Kullings-Skövde, Västergötland |       | 58.028066, 12.742462 | 10171100230002 | Ladda upp en bild av detta fornminne      |
| Kullings-Skövde 23:3                  | Hög                              |              | Kullings-Skövde, Västergötland |       | 58.027835, 12.742501 | 10171100230003 | Ladda upp en bild av detta fornminne      |
| Kullings-Skövde 23:4                  | Hög                              |              | Kullings-Skövde, Västergötland |       | 58.027602, 12.742429 | 10171100230004 | Ladda upp en bild av detta fornminne      |
| Kullings-Skövde 24:1                  | Plats med tradition              |              | Kullings-Skövde, Västergötland |       | 58.042275, 12.819181 | 10171100240001 | Ladda upp en bild av detta fornminne      |
| Kullings-Skövde 27:1                  | Stensättning                     |              | Kullings-Skövde, Västergötland |       | 58.039539, 12.823131 | 10171100270001 | Ladda upp en bild av detta fornminne      |
| Kyllingakullen (Kullings-Skövde 28:1) | Hög                              |              | Kullings-Skövde, Västergötland |       | 58.046987, 12.812874 | 10171100280001 | Ladda upp en bild av detta fornminne      |
| Kyllingakullen (Kullings-Skövde 28:2) | Hög                              |              | Kullings-Skövde, Västergötland |       | 58.046710, 12.812505 | 10171100280002 | Ladda upp en bild av detta fornminne      |
| Kyllingakullen (Kullings-Skövde 28:3) | Hög                              |              | Kullings-Skövde, Västergötland |       | 58.046587, 12.812202 | 10171100280003 | Ladda upp en bild av detta fornminne      |
| Kullings-Skövde 29:1                  | Stensättning                     |              | Kullings-Skövde, Västergötland |       | 58.037356, 12.748069 | 10171100290001 | Ladda upp en bild av detta fornminne      |
| Kullings-Skövde 30:1                  | Grav markerad av sten/block      |              | Kullings-Skövde, Västergötland |       | 58.031790, 12.754470 | 10171100300001 | Ladda upp en bild av detta fornminne      |
| Kullings-Skövde 31:1                  | Hög                              |              | Kullings-Skövde, Västergötland |       | 58.037668, 12.760346 | 10171100310001 | Ladda upp en bild av detta fornminne      |
| Kullings-Skövde 32:1                  | Hällristning                     |              | Kullings-Skövde, Västergötland |       | 58.039766, 12.767014 | 10171100320001 | Ladda upp en bild av detta fornminne      |
| Kullings-Skövde 32:2                  | Stensättning                     |              | Kullings-Skövde, Västergötland |       | 58.039766, 12.767014 | 10171100320002 | Ladda upp en bild av detta fornminne      |
| Kullings-Skövde 36:1                  | Hällristning                     |              | Kullings-Skövde, Västergötland |       | 58.061085, 12.745393 | 10171100360001 | Ladda upp en bild av detta fornminne      |
| Kullings-Skövde 37:1                  | Stensättning                     |              | Kullings-Skövde, Västergötland |       | 58.061316, 12.746393 | 10171100370001 | Ladda upp en bild av detta fornminne      |
| Galgbacken (Kullings-Skövde 44:1)     | Hög                              |              | Kullings-Skövde, Västergötland |       | 58.042405, 12.818583 | 10171100440001 | Ladda upp en till bild av detta fornminne |
| Galgbacken (Kullings-Skövde 44:2)     | Stensättning                     |              | Kullings-Skövde, Västergötland |       | 58.042264, 12.818452 | 10171100440002 | Ladda upp en till bild av detta fornminne |
| Kullings-Skövde 51:1                  | Hög                              |              | Kullings-Skövde, Västergötland |       | 58.045615, 12.812775 | 10171100510001 | Ladda upp en bild av detta fornminne      |
| Kullings-Skövde 51:2                  | Hög                              |              | Kullings-Skövde, Västergötland |       | 58.045613, 12.813064 | 10171100510002 | Ladda upp en bild av detta fornminne      |
| Kullings-Skövde 52:1                  | Hög                              |              | Kullings-Skövde, Västergötland |       | 58.039229, 12.808013 | 10171100520001 | Ladda upp en till bild av detta fornminne |
| Kullings-Skövde 53:1                  | Stensättning                     |              | Kullings-Skövde, Västergötland |       | 58.024476, 12.795205 | 10171100530001 | Ladda upp en bild av detta fornminne      |
| Flatmarksgrav (Kullings-Skövde 55:1)  | Gravar                           |              | Kullings-Skövde, Västergötland |       | 58.044861, 12.813575 | 10171100550001 | Ladda upp en bild av detta fornminne      |
| Kullings-Skövde 59:1                  | Gravfält                         |              | Kullings-Skövde, Västergötland |       | 58.060994, 12.716474 | 10171100590001 | Ladda upp en bild av detta fornminne      |
| Kullings-Skövde 59                    | Härd                             |              | Kullings-Skövde, Västergötland |       | 58.047222, 12.814231 | 12000000080542 | Ladda upp en bild av detta fornminne      |
| Kullings-Skövde 61:1                  | Gravfält                         |              | Kullings-Skövde, Västergötland |       | 58.059525, 12.714979 | 10171100610001 | Ladda upp en bild av detta fornminne      |
| Kullings-Skövde 62:1                  | Stensättning                     |              | Kullings-Skövde, Västergötland |       | 58.059180, 12.716960 | 10171100620001 | Ladda upp en bild av detta fornminne      |
| Kullings-Skövde 62:2                  | Stensättning                     |              | Kullings-Skövde, Västergötland |       | 58.059333, 12.717268 | 10171100620002 | Ladda upp en bild av detta fornminne      |
| Kullings-Skövde 62:3                  | Stensättning                     |              | Kullings-Skövde, Västergötland |       | 58.059362, 12.717753 | 10171100620003 | Ladda upp en bild av detta fornminne      |
| Kullings-Skövde 65                    | Boplats                          |              | Kullings-Skövde, Västergötland |       | 58.041261, 12.809856 | 12000000070879 | Ladda upp en bild av detta fornminne      |
| Kullings-Skövde 66                    | Husgrund, förhistorisk/medeltida |              | Kullings-Skövde, Västergötland |       | 58.042202, 12.809535 | 12000000070880 | Ladda upp en bild av detta fornminne      |

## Kvinnestad
| Namn                              | Lämningstyp                 | Tillkomsttid | Historisk indelning       | Plats | Läge                 | ID-nr          | Bild                                 |
| --------------------------------- | --------------------------- | ------------ | ------------------------- | ----- | -------------------- | -------------- | ------------------------------------ |
| Kvinnestad 1:1                    | Stensättning                |              | Kvinnestad, Västergötland |       | 58.011679, 12.914179 | 10171200010001 | Ladda upp en bild av detta fornminne |
| Kvinnestad 2:1                    | Grav markerad av sten/block |              | Kvinnestad, Västergötland |       | 58.012734, 12.911873 | 10171200020001 | Ladda upp en bild av detta fornminne |
| Kvinnestad 2:2                    | Stensättning                |              | Kvinnestad, Västergötland |       | 58.012578, 12.911785 | 10171200020002 | Ladda upp en bild av detta fornminne |
| Kvinnestad 3:1                    | Gravfält                    |              | Kvinnestad, Västergötland |       | 58.012822, 12.914434 | 10171200030001 | Ladda upp en bild av detta fornminne |
| Kvinnestad 4:1                    | Stensättning                |              | Kvinnestad, Västergötland |       | 58.011912, 12.907777 | 10171200040001 | Ladda upp en bild av detta fornminne |
| Kvinnestad 5:1                    | Stensättning                |              | Kvinnestad, Västergötland |       | 58.016318, 12.917487 | 10171200050001 | Ladda upp en bild av detta fornminne |
| Kvinnestad 5:2                    | Grav markerad av sten/block |              | Kvinnestad, Västergötland |       | 58.016401, 12.917441 | 10171200050002 | Ladda upp en bild av detta fornminne |
| Kvinnestad 6:1                    | Gravfält                    |              | Kvinnestad, Västergötland |       | 58.017796, 12.919839 | 10171200060001 | Ladda upp en bild av detta fornminne |
| Kvinnestad 7:1                    | Gravfält                    |              | Kvinnestad, Västergötland |       | 58.013117, 12.921379 | 10171200070001 | Ladda upp en bild av detta fornminne |
| Kvinnestad 8:1                    | Gravfält                    |              | Kvinnestad, Västergötland |       | 58.018162, 12.940365 | 10171200080001 | Ladda upp en bild av detta fornminne |
| Kvinnestad 9:1                    | Hög                         |              | Kvinnestad, Västergötland |       | 58.010325, 12.939064 | 10171200090001 | Ladda upp en bild av detta fornminne |
| 1) Kistekullen (Kvinnestad 10:2)  | Hällristning                |              | Kvinnestad, Västergötland |       | 58.011310, 12.935253 | 10171200100002 | Ladda upp en bild av detta fornminne |
| Kvinnestad 11:1                   | Röse                        |              | Kvinnestad, Västergötland |       | 58.011862, 12.913283 | 10171200110001 | Ladda upp en bild av detta fornminne |
| Kvinnestad 11:2                   | Stensättning                |              | Kvinnestad, Västergötland |       | 58.011860, 12.912972 | 10171200110002 | Ladda upp en bild av detta fornminne |
| Kvinnestad 12:1                   | Hög                         |              | Kvinnestad, Västergötland |       | 58.006784, 12.912369 | 10171200120001 | Ladda upp en bild av detta fornminne |
| Kvinnestad 13:1                   | Röse                        |              | Kvinnestad, Västergötland |       | 58.005154, 12.922115 | 10171200130001 | Ladda upp en bild av detta fornminne |
| Kvinnestad 13:2                   | Hällristning                |              | Kvinnestad, Västergötland |       | 58.005154, 12.922115 | 10171200130002 | Ladda upp en bild av detta fornminne |
| Kvinnestad 14:1                   | Stensättning                |              | Kvinnestad, Västergötland |       | 58.007893, 12.905922 | 10171200140001 | Ladda upp en bild av detta fornminne |
| Kvinnestad 15:1                   | Gravfält                    |              | Kvinnestad, Västergötland |       | 58.013099, 12.903678 | 10171200150001 | Ladda upp en bild av detta fornminne |
| Kvinnestad 17:1                   | Röse                        |              | Kvinnestad, Västergötland |       | 58.007326, 12.903803 | 10171200170001 | Ladda upp en bild av detta fornminne |
| Kvinnestad 17:2                   | Röse                        |              | Kvinnestad, Västergötland |       | 58.007237, 12.903585 | 10171200170002 | Ladda upp en bild av detta fornminne |
| Kvinnestad 17:3                   | Stensättning                |              | Kvinnestad, Västergötland |       | 58.007430, 12.903989 | 10171200170003 | Ladda upp en bild av detta fornminne |
| Kvinnestad 17:4                   | Stensättning                |              | Kvinnestad, Västergötland |       | 58.007150, 12.903415 | 10171200170004 | Ladda upp en bild av detta fornminne |
| Kvinnestad 18:1                   | Röse                        |              | Kvinnestad, Västergötland |       | 58.006977, 12.901402 | 10171200180001 | Ladda upp en bild av detta fornminne |
| Kvinnestad 18:2                   | Röse                        |              | Kvinnestad, Västergötland |       | 58.006731, 12.901405 | 10171200180002 | Ladda upp en bild av detta fornminne |
| Kvinnestad 18:3                   | Röse                        |              | Kvinnestad, Västergötland |       | 58.006670, 12.901233 | 10171200180003 | Ladda upp en bild av detta fornminne |
| Kvinnestad 19:1                   | Gravfält                    |              | Kvinnestad, Västergötland |       | 58.005763, 12.897320 | 10171200190001 | Ladda upp en bild av detta fornminne |
| Kvinnestad 20:1                   | Röse                        |              | Kvinnestad, Västergötland |       | 58.023754, 12.906183 | 10171200200001 | Ladda upp en bild av detta fornminne |
| Kvinnestad 22:1                   | Gravfält                    |              | Kvinnestad, Västergötland |       | 58.008479, 12.891710 | 10171200220001 | Ladda upp en bild av detta fornminne |
| Kvinnestad 23:1                   | Gravfält                    |              | Kvinnestad, Västergötland |       | 58.009249, 12.892588 | 10171200230001 | Ladda upp en bild av detta fornminne |
| Kvinnestad 25:1                   | Hög                         |              | Kvinnestad, Västergötland |       | 58.011835, 12.892006 | 10171200250001 | Ladda upp en bild av detta fornminne |
| Kvinnestad 28:1                   | Stensättning                |              | Kvinnestad, Västergötland |       | 57.993514, 12.853022 | 10171200280001 | Ladda upp en bild av detta fornminne |
| Kvinnestadsborg (Kvinnestad 30:1) | Borg                        |              | Kvinnestad, Västergötland |       | 58.009065, 12.875783 | 10171200300001 | Ladda upp en bild av detta fornminne |
| Kvinnestad 36:1                   | Stensättning                |              | Kvinnestad, Västergötland |       | 58.016617, 12.937314 | 10171200360001 | Ladda upp en bild av detta fornminne |
| Kvinnestad 40:1                   | Hög                         |              | Kvinnestad, Västergötland |       | 58.011433, 12.932591 | 10171200400001 | Ladda upp en bild av detta fornminne |
| Kvinnestad 41:1                   | Hällristning                |              | Kvinnestad, Västergötland |       | 58.011519, 12.935601 | 10171200410001 | Ladda upp en bild av detta fornminne |
| Kvinnestad 42:1                   | Hällristning                |              | Kvinnestad, Västergötland |       | 58.012185, 12.938701 | 10171200420001 | Ladda upp en bild av detta fornminne |
| Kvinnestad 43:1                   | Röse                        |              | Kvinnestad, Västergötland |       | 58.008269, 12.936820 | 10171200430001 | Ladda upp en bild av detta fornminne |
| Kvinnestad 46:2                   | Hällristning                |              | Kvinnestad, Västergötland |       | 58.011701, 12.938250 | 10171200460002 | Ladda upp en bild av detta fornminne |
| Kvinnestad 48:1                   | Hällristning                |              | Kvinnestad, Västergötland |       | 58.017675, 12.945297 | 10171200480001 | Ladda upp en bild av detta fornminne |
| Kvinnestad 62:1                   | Hällristning                |              | Kvinnestad, Västergötland |       | 58.017239, 12.927285 | 10171200620001 | Ladda upp en bild av detta fornminne |
| Kvinnestad 62:2                   | Hög                         |              | Kvinnestad, Västergötland |       | 58.017376, 12.927805 | 10171200620002 | Ladda upp en bild av detta fornminne |
| Kvinnestad 63:1                   | Hällristning                |              | Kvinnestad, Västergötland |       | 58.013864, 12.940744 | 10171200630001 | Ladda upp en bild av detta fornminne |
| Kvinnestad 64:1                   | Hällristning                |              | Kvinnestad, Västergötland |       | 58.015837, 12.941394 | 10171200640001 | Ladda upp en bild av detta fornminne |
| Kvinnestad 65:1                   | Hällristning                |              | Kvinnestad, Västergötland |       | 58.016384, 12.944475 | 10171200650001 | Ladda upp en bild av detta fornminne |
| Kvinnestad 69:1                   | Hällristning                |              | Kvinnestad, Västergötland |       | 58.031835, 12.941121 | 10171200690001 | Ladda upp en bild av detta fornminne |
| Kvinnestad 70:1                   | Hällristning                |              | Kvinnestad, Västergötland |       | 58.031802, 12.940077 | 10171200700001 | Ladda upp en bild av detta fornminne |
| Kvinnestad 71:1                   | Hällristning                |              | Kvinnestad, Västergötland |       | 58.013758, 12.934058 | 10171200710001 | Ladda upp en bild av detta fornminne |
| Kvinnestad 78:1                   | Hällristning                |              | Kvinnestad, Västergötland |       | 58.009834, 12.935777 | 10171200780001 | Ladda upp en bild av detta fornminne |
| Kvinnestad 79:1                   | Stensättning                |              | Kvinnestad, Västergötland |       | 58.008779, 12.937035 | 10171200790001 | Ladda upp en bild av detta fornminne |
| Kvinnestad 80:1                   | Stensättning                |              | Kvinnestad, Västergötland |       | 58.007046, 12.935280 | 10171200800001 | Ladda upp en bild av detta fornminne |
| Kvinnestad 80:2                   | Stensättning                |              | Kvinnestad, Västergötland |       | 58.007206, 12.935277 | 10171200800002 | Ladda upp en bild av detta fornminne |
| Kvinnestad 82:1                   | Stensättning                |              | Kvinnestad, Västergötland |       | 58.009770, 12.936808 | 10171200820001 | Ladda upp en bild av detta fornminne |
| Kvinnestad 83:1                   | Stensättning                |              | Kvinnestad, Västergötland |       | 58.014334, 12.927729 | 10171200830001 | Ladda upp en bild av detta fornminne |
| Kvinnestad 91:1                   | Hällristning                |              | Kvinnestad, Västergötland |       | 58.012155, 12.912692 | 10171200910001 | Ladda upp en bild av detta fornminne |
| Kvinnestad 92:1                   | Hällristning                |              | Kvinnestad, Västergötland |       | 58.011343, 12.913605 | 10171200920001 | Ladda upp en bild av detta fornminne |
| Kvinnestad 95:1                   | Hällristning                |              | Kvinnestad, Västergötland |       | 58.017744, 12.918269 | 10171200950001 | Ladda upp en bild av detta fornminne |
| Kvinnestad 96:1                   | Hällristning                |              | Kvinnestad, Västergötland |       | 58.018344, 12.916213 | 10171200960001 | Ladda upp en bild av detta fornminne |
| Kvinnestad 98:1                   | Gravfält                    |              | Kvinnestad, Västergötland |       | 58.008733, 12.888154 | 10171200980001 | Ladda upp en bild av detta fornminne |
| Kvinnestad 99:1                   | Hällristning                |              | Kvinnestad, Västergötland |       | 58.023728, 12.890959 | 10171200990001 | Ladda upp en bild av detta fornminne |
| Kvinnestad 101:1                  | Hög                         |              | Kvinnestad, Västergötland |       | 58.013933, 12.915576 | 10171201010001 | Ladda upp en bild av detta fornminne |
| Kvinnestad 102:1                  | Hällristning                |              | Kvinnestad, Västergötland |       | 58.010700, 12.917944 | 10171201020001 | Ladda upp en bild av detta fornminne |
| Kvinnestad 110:1                  | Hällristning                |              | Kvinnestad, Västergötland |       | 58.000563, 12.883852 | 10171201100001 | Ladda upp en bild av detta fornminne |
| Kvinnestad 111:1                  | Röse                        |              | Kvinnestad, Västergötland |       | 58.000104, 12.882712 | 10171201110001 | Ladda upp en bild av detta fornminne |
| Kvinnestad 114:1                  | Stensättning                |              | Kvinnestad, Västergötland |       | 57.994976, 12.848702 | 10171201140001 | Ladda upp en bild av detta fornminne |
| Kvinnestad 117:1                  | Hällristning                |              | Kvinnestad, Västergötland |       | 58.020789, 12.911041 | 10171201170001 | Ladda upp en bild av detta fornminne |
| Kvinnestad 119:1                  | Gravfält                    |              | Kvinnestad, Västergötland |       | 58.008373, 12.889884 | 10171201190001 | Ladda upp en bild av detta fornminne |
| Kvinnestad 120:1                  | Stensättning                |              | Kvinnestad, Västergötland |       | 58.007543, 12.895142 | 10171201200001 | Ladda upp en bild av detta fornminne |
| Kvinnestad 120:2                  | Stensättning                |              | Kvinnestad, Västergötland |       | 58.007321, 12.895404 | 10171201200002 | Ladda upp en bild av detta fornminne |
| Kvinnestad 122:1                  | Stensättning                |              | Kvinnestad, Västergötland |       | 58.009679, 12.891788 | 10171201220001 | Ladda upp en bild av detta fornminne |
| Kvinnestad 123:1                  | Hällristning                |              | Kvinnestad, Västergötland |       | 58.002955, 12.892756 | 10171201230001 | Ladda upp en bild av detta fornminne |
| Kvinnestad 125:1                  | Hög                         |              | Kvinnestad, Västergötland |       | 58.012285, 12.889986 | 10171201250001 | Ladda upp en bild av detta fornminne |
| Kvinnestad 127:1                  | Stensättning                |              | Kvinnestad, Västergötland |       | 58.023192, 12.919197 | 10171201270001 | Ladda upp en bild av detta fornminne |
| Kvinnestad 128:1                  | Hällristning                |              | Kvinnestad, Västergötland |       | 58.007042, 12.912041 | 10171201280001 | Ladda upp en bild av detta fornminne |
| Kvinnestad 129:1                  | Hällristning                |              | Kvinnestad, Västergötland |       | 58.007908, 12.922930 | 10171201290001 | Ladda upp en bild av detta fornminne |
| Kvinnestad 134:1                  | Hällristning                |              | Kvinnestad, Västergötland |       | 57.999350, 12.890919 | 10171201340001 | Ladda upp en bild av detta fornminne |

## Landa
| Namn       | Lämningstyp                 | Tillkomsttid | Historisk indelning  | Plats | Läge                 | ID-nr          | Bild                                 |
| ---------- | --------------------------- | ------------ | -------------------- | ----- | -------------------- | -------------- | ------------------------------------ |
| Landa 1:1  | Stenkammargrav              |              | Landa, Västergötland |       | 58.034873, 12.908961 | 10171800010001 | Ladda upp en bild av detta fornminne |
| Landa 2:1  | Hög                         |              | Landa, Västergötland |       | 58.035588, 12.907672 | 10171800020001 | Ladda upp en bild av detta fornminne |
| Landa 2:2  | Stensättning                |              | Landa, Västergötland |       | 58.035479, 12.907841 | 10171800020002 | Ladda upp en bild av detta fornminne |
| Landa 2:3  | Grav markerad av sten/block |              | Landa, Västergötland |       | 58.035335, 12.908294 | 10171800020003 | Ladda upp en bild av detta fornminne |
| Landa 3:1  | Stensättning                |              | Landa, Västergötland |       | 58.037347, 12.914616 | 10171800030001 | Ladda upp en bild av detta fornminne |
| Landa 3:2  | Grav markerad av sten/block |              | Landa, Västergötland |       | 58.037417, 12.914490 | 10171800030002 | Ladda upp en bild av detta fornminne |
| Landa 3:3  | Grav markerad av sten/block |              | Landa, Västergötland |       | 58.037004, 12.914628 | 10171800030003 | Ladda upp en bild av detta fornminne |
| Landa 5:1  | Stenkammargrav              |              | Landa, Västergötland |       | 58.028912, 12.919733 | 10171800050001 | Ladda upp en bild av detta fornminne |
| Landa 6:1  | Röse                        |              | Landa, Västergötland |       | 58.036220, 12.908145 | 10171800060001 | Ladda upp en bild av detta fornminne |
| Landa 7:1  | Stensättning                |              | Landa, Västergötland |       | 58.034785, 12.903842 | 10171800070001 | Ladda upp en bild av detta fornminne |
| Landa 8:1  | Hällristning                |              | Landa, Västergötland |       | 58.031534, 12.903254 | 10171800080001 | Ladda upp en bild av detta fornminne |
| Landa 10:1 | Hög                         |              | Landa, Västergötland |       | 58.031936, 12.885818 | 10171800100001 | Ladda upp en bild av detta fornminne |
| Landa 10:2 | Stensättning                |              | Landa, Västergötland |       | 58.032091, 12.886726 | 10171800100002 | Ladda upp en bild av detta fornminne |
| Landa 11:1 | Hög                         |              | Landa, Västergötland |       | 58.029186, 12.891778 | 10171800110001 | Ladda upp en bild av detta fornminne |
| Landa 11:2 | Stensättning                |              | Landa, Västergötland |       | 58.029627, 12.891451 | 10171800110002 | Ladda upp en bild av detta fornminne |
| Landa 12:1 | Hällristning                |              | Landa, Västergötland |       | 58.029830, 12.889379 | 10171800120001 | Ladda upp en bild av detta fornminne |
| Landa 13:1 | Hög                         |              | Landa, Västergötland |       | 58.027209, 12.895527 | 10171800130001 | Ladda upp en bild av detta fornminne |
| Landa 13:2 | Stenkrets                   |              | Landa, Västergötland |       | 58.027223, 12.895711 | 10171800130002 | Ladda upp en bild av detta fornminne |
| Landa 14:1 | Gravfält                    |              | Landa, Västergötland |       | 58.034343, 12.880410 | 10171800140001 | Ladda upp en bild av detta fornminne |
| Landa 15:1 | Grav markerad av sten/block |              | Landa, Västergötland |       | 58.034097, 12.877254 | 10171800150001 | Ladda upp en bild av detta fornminne |
| Landa 18:1 | Hög                         |              | Landa, Västergötland |       | 58.032044, 12.872607 | 10171800180001 | Ladda upp en bild av detta fornminne |
| Landa 18:2 | Stensättning                |              | Landa, Västergötland |       | 58.032047, 12.872877 | 10171800180002 | Ladda upp en bild av detta fornminne |
| Landa 19:1 | Gravfält                    |              | Landa, Västergötland |       | 58.035320, 12.872746 | 10171800190001 | Ladda upp en bild av detta fornminne |
| Landa 29:1 | Gravfält                    |              | Landa, Västergötland |       | 58.033329, 12.896924 | 10171800290001 | Ladda upp en bild av detta fornminne |
| Landa 34:1 | Grav markerad av sten/block |              | Landa, Västergötland |       | 58.030403, 12.867825 | 10171800340001 | Ladda upp en bild av detta fornminne |
| Landa 35:1 | Gravfält                    |              | Landa, Västergötland |       | 58.035422, 12.879422 | 10171800350001 | Ladda upp en bild av detta fornminne |
| Landa 49:1 | Hällristning                |              | Landa, Västergötland |       | 58.033644, 12.900675 | 10171800490001 | Ladda upp en bild av detta fornminne |
| Landa 50:1 | Stensättning                |              | Landa, Västergötland |       | 58.030861, 12.869356 | 10171800500001 | Ladda upp en bild av detta fornminne |
| Landa 51:1 | Grav markerad av sten/block |              | Landa, Västergötland |       | 58.032931, 12.872894 | 10171800510001 | Ladda upp en bild av detta fornminne |
| Landa 52:1 | Stensättning                |              | Landa, Västergötland |       | 58.030001, 12.886073 | 10171800520001 | Ladda upp en bild av detta fornminne |
| Landa 52:2 | Stensättning                |              | Landa, Västergötland |       | 58.030159, 12.886388 | 10171800520002 | Ladda upp en bild av detta fornminne |
| Landa 53:1 | Stensättning                |              | Landa, Västergötland |       | 58.027078, 12.883472 | 10171800530001 | Ladda upp en bild av detta fornminne |
| Landa 53:2 | Stensättning                |              | Landa, Västergötland |       | 58.027105, 12.883686 | 10171800530002 | Ladda upp en bild av detta fornminne |
| Landa 54:1 | Stensättning                |              | Landa, Västergötland |       | 58.027785, 12.880274 | 10171800540001 | Ladda upp en bild av detta fornminne |
| Landa 62:1 | Röse                        |              | Landa, Västergötland |       | 58.036395, 12.904921 | 10171800620001 | Ladda upp en bild av detta fornminne |

## Lena
| Namn                            | Lämningstyp                 | Tillkomsttid | Historisk indelning | Plats | Läge                 | ID-nr          | Bild                                 |
| ------------------------------- | --------------------------- | ------------ | ------------------- | ----- | -------------------- | -------------- | ------------------------------------ |
| Lena 6:1                        | Grav markerad av sten/block |              | Lena, Västergötland |       | 57.997067, 12.648557 | 10172000060001 | Ladda upp en bild av detta fornminne |
| Lena 6:2                        | Grav markerad av sten/block |              | Lena, Västergötland |       | 57.997175, 12.648713 | 10172000060002 | Ladda upp en bild av detta fornminne |
| Drottning Disas grav (Lena 9:1) | Stenkammargrav              |              | Lena, Västergötland |       | 57.995742, 12.653876 | 10172000090001 | Ladda upp en bild av detta fornminne |
| Lena 10:1                       | Hög                         |              | Lena, Västergötland |       | 58.000930, 12.684882 | 10172000100001 | Ladda upp en bild av detta fornminne |
| Lena 12:1                       | Hög                         |              | Lena, Västergötland |       | 58.011784, 12.648831 | 10172000120001 | Ladda upp en bild av detta fornminne |
| Lena 12:2                       | Grav markerad av sten/block |              | Lena, Västergötland |       | 58.011699, 12.648248 | 10172000120002 | Ladda upp en bild av detta fornminne |
| Lena 12:3                       | Grav markerad av sten/block |              | Lena, Västergötland |       | 58.011550, 12.649170 | 10172000120003 | Ladda upp en bild av detta fornminne |
| Lena 12:4                       | Grav markerad av sten/block |              | Lena, Västergötland |       | 58.011692, 12.649488 | 10172000120004 | Ladda upp en bild av detta fornminne |
| Lena 12:5                       | Grav markerad av sten/block |              | Lena, Västergötland |       | 58.011730, 12.649678 | 10172000120005 | Ladda upp en bild av detta fornminne |
| Lena 15:1                       | Hög                         |              | Lena, Västergötland |       | 58.009683, 12.627781 | 10172000150001 | Ladda upp en bild av detta fornminne |
| Lena 17:1                       | Begravningsplats            |              | Lena, Västergötland |       | 58.003450, 12.628552 | 10172000170001 | Ladda upp en bild av detta fornminne |
| Lena 18:1                       | Gravfält                    |              | Lena, Västergötland |       | 58.020626, 12.624577 | 10172000180001 | Ladda upp en bild av detta fornminne |
| Lena 19:1                       | Gravfält                    |              | Lena, Västergötland |       | 58.023004, 12.633844 | 10172000190001 | Ladda upp en bild av detta fornminne |
| Lena 20:1                       | Stenkammargrav              |              | Lena, Västergötland |       | 58.029379, 12.630062 | 10172000200001 | Ladda upp en bild av detta fornminne |
| Östad (Lena 22:1)               | Stensättning                |              | Lena, Västergötland |       | 58.022291, 12.632252 | 10172000220001 | Ladda upp en bild av detta fornminne |
| Östad (Lena 22:2)               | Stensättning                |              | Lena, Västergötland |       | 58.022162, 12.632177 | 10172000220002 | Ladda upp en bild av detta fornminne |
| Lena 23:1                       | Hög                         |              | Lena, Västergötland |       | 58.020138, 12.623676 | 10172000230001 | Ladda upp en bild av detta fornminne |
| Lena 26:1                       | Gravfält                    |              | Lena, Västergötland |       | 58.007987, 12.626627 | 10172000260001 | Ladda upp en bild av detta fornminne |
| Lena 61:1                       | Hög                         |              | Lena, Västergötland |       | 58.011929, 12.647831 | 10172000610001 | Ladda upp en bild av detta fornminne |
| Lena 65:1                       | Hög                         |              | Lena, Västergötland |       | 58.011099, 12.647089 | 10172000650001 | Ladda upp en bild av detta fornminne |

## Ljur
| Namn      | Lämningstyp                 | Tillkomsttid | Historisk indelning | Plats | Läge                 | ID-nr          | Bild                                 |
| --------- | --------------------------- | ------------ | ------------------- | ----- | -------------------- | -------------- | ------------------------------------ |
| Ljur 3:1  | Begravningsplats            |              | Ljur, Västergötland |       | 57.954916, 12.841702 | 10172700030001 | Ladda upp en bild av detta fornminne |
| Ljur 4:1  | Stensättning                |              | Ljur, Västergötland |       | 57.949642, 12.830347 | 10172700040001 | Ladda upp en bild av detta fornminne |
| Ljur 6:1  | Stensättning                |              | Ljur, Västergötland |       | 57.950051, 12.840321 | 10172700060001 | Ladda upp en bild av detta fornminne |
| Ljur 6:2  | Stensättning                |              | Ljur, Västergötland |       | 57.950024, 12.840074 | 10172700060002 | Ladda upp en bild av detta fornminne |
| Ljur 7:1  | Stensättning                |              | Ljur, Västergötland |       | 57.948512, 12.845122 | 10172700070001 | Ladda upp en bild av detta fornminne |
| Ljur 10:1 | Stensättning                |              | Ljur, Västergötland |       | 57.941811, 12.822568 | 10172700100001 | Ladda upp en bild av detta fornminne |
| Ljur 11:1 | Grav markerad av sten/block |              | Ljur, Västergötland |       | 57.941748, 12.816951 | 10172700110001 | Ladda upp en bild av detta fornminne |
| Ljur 12:1 | Stenkammargrav              |              | Ljur, Västergötland |       | 57.941100, 12.815503 | 10172700120001 | Ladda upp en bild av detta fornminne |
| Ljur 16:1 | Stensättning                |              | Ljur, Västergötland |       | 57.937141, 12.870242 | 10172700160001 | Ladda upp en bild av detta fornminne |
| Ljur 24:1 | Stensättning                |              | Ljur, Västergötland |       | 57.950438, 12.837051 | 10172700240001 | Ladda upp en bild av detta fornminne |
| Ljur 26:1 | Stensättning                |              | Ljur, Västergötland |       | 57.948507, 12.842564 | 10172700260001 | Ladda upp en bild av detta fornminne |
| Ljur 28:1 | Stensättning                |              | Ljur, Västergötland |       | 57.921207, 12.865843 | 10172700280001 | Ladda upp en bild av detta fornminne |
| Ljur 42:1 | Hällristning                |              | Ljur, Västergötland |       | 57.945927, 12.830112 | 10172700420001 | Ladda upp en bild av detta fornminne |

## Nårunga
| Namn         | Lämningstyp                 | Tillkomsttid | Historisk indelning    | Plats | Läge                 | ID-nr          | Bild                                 |
| ------------ | --------------------------- | ------------ | ---------------------- | ----- | -------------------- | -------------- | ------------------------------------ |
| Nårunga 3:1  | Grav- och boplatsområde     |              | Nårunga, Västergötland |       | 57.944643, 12.784722 | 10174700030001 | Ladda upp en bild av detta fornminne |
| Nårunga 4:1  | Stensättning                |              | Nårunga, Västergötland |       | 57.944350, 12.784469 | 10174700040001 | Ladda upp en bild av detta fornminne |
| Nårunga 5:1  | Grav- och boplatsområde     |              | Nårunga, Västergötland |       | 57.944559, 12.781743 | 10174700050001 | Ladda upp en bild av detta fornminne |
| Nårunga 6:1  | Stensättning                |              | Nårunga, Västergötland |       | 57.940784, 12.776377 | 10174700060001 | Ladda upp en bild av detta fornminne |
| Nårunga 8:1  | Grav markerad av sten/block |              | Nårunga, Västergötland |       | 57.941252, 12.809213 | 10174700080001 | Ladda upp en bild av detta fornminne |
| Nårunga 8:2  | Grav markerad av sten/block |              | Nårunga, Västergötland |       | 57.941303, 12.809318 | 10174700080002 | Ladda upp en bild av detta fornminne |
| Nårunga 9:1  | Grav markerad av sten/block |              | Nårunga, Västergötland |       | 57.940513, 12.812375 | 10174700090001 | Ladda upp en bild av detta fornminne |
| Nårunga 13:1 | Stensättning                |              | Nårunga, Västergötland |       | 57.927665, 12.791714 | 10174700130001 | Ladda upp en bild av detta fornminne |
| Nårunga 16:1 | Stensättning                |              | Nårunga, Västergötland |       | 57.924456, 12.789783 | 10174700160001 | Ladda upp en bild av detta fornminne |
| Nårunga 16:2 | Stensättning                |              | Nårunga, Västergötland |       | 57.923995, 12.789081 | 10174700160002 | Ladda upp en bild av detta fornminne |
| Nårunga 18:1 | Stensättning                |              | Nårunga, Västergötland |       | 57.924495, 12.834804 | 10174700180001 | Ladda upp en bild av detta fornminne |
| Nårunga 30:1 | Hög                         |              | Nårunga, Västergötland |       | 57.923471, 12.838932 | 10174700300001 | Ladda upp en bild av detta fornminne |
| Nårunga 30:2 | Stensättning                |              | Nårunga, Västergötland |       | 57.923599, 12.838755 | 10174700300002 | Ladda upp en bild av detta fornminne |
| Nårunga 30:3 | Grav markerad av sten/block |              | Nårunga, Västergötland |       | 57.923720, 12.838263 | 10174700300003 | Ladda upp en bild av detta fornminne |
| Nårunga 39:1 | Stensättning                |              | Nårunga, Västergötland |       | 57.927577, 12.795670 | 10174700390001 | Ladda upp en bild av detta fornminne |
| Nårunga 44:1 | Stensättning                |              | Nårunga, Västergötland |       | 57.923801, 12.793914 | 10174700440001 | Ladda upp en bild av detta fornminne |
| Nårunga 48:1 | Stensättning                |              | Nårunga, Västergötland |       | 57.942801, 12.774211 | 10174700480001 | Ladda upp en bild av detta fornminne |
| Nårunga 54:1 | Gravfält                    |              | Nårunga, Västergötland |       | 57.944190, 12.796870 | 10174700540001 | Ladda upp en bild av detta fornminne |
| Nårunga 57:1 | Stensättning                |              | Nårunga, Västergötland |       | 57.945923, 12.793963 | 10174700570001 | Ladda upp en bild av detta fornminne |
| Nårunga 60:1 | Grav markerad av sten/block |              | Nårunga, Västergötland |       | 57.941301, 12.808025 | 10174700600001 | Ladda upp en bild av detta fornminne |
| Nårunga 63:4 | Hällristning                |              | Nårunga, Västergötland |       | 57.945565, 12.775148 | 10174700630004 | Ladda upp en bild av detta fornminne |
| Nårunga 64:1 | Stensättning                |              | Nårunga, Västergötland |       | 57.937989, 12.808800 | 10174700640001 | Ladda upp en bild av detta fornminne |
| Nårunga 64:2 | Stensättning                |              | Nårunga, Västergötland |       | 57.937975, 12.808595 | 10174700640002 | Ladda upp en bild av detta fornminne |

## Ornunga
| Namn                     | Lämningstyp      | Tillkomsttid | Historisk indelning    | Plats | Läge                 | ID-nr          | Bild                                 |
| ------------------------ | ---------------- | ------------ | ---------------------- | ----- | -------------------- | -------------- | ------------------------------------ |
| Hönsgården (Ornunga 1:1) | Gravfält         |              | Ornunga, Västergötland |       | 57.974392, 12.907095 | 10175100010001 | Ladda upp en bild av detta fornminne |
| Ljurshögen (Ornunga 2:1) | Hög              |              | Ornunga, Västergötland |       | 57.972517, 12.904516 | 10175100020001 | Ladda upp en bild av detta fornminne |
| Ljurshögen (Ornunga 2:2) | Stensättning     |              | Ornunga, Västergötland |       | 57.972612, 12.904663 | 10175100020002 | Ladda upp en bild av detta fornminne |
| Ljurshögen (Ornunga 2:3) | Stensättning     |              | Ornunga, Västergötland |       | 57.972695, 12.904800 | 10175100020003 | Ladda upp en bild av detta fornminne |
| Ornunga 4:1              | Gravfält         |              | Ornunga, Västergötland |       | 57.980848, 12.918181 | 10175100040001 | Ladda upp en bild av detta fornminne |
| Ornunga 7:1              | Stensättning     |              | Ornunga, Västergötland |       | 57.980848, 12.909332 | 10175100070001 | Ladda upp en bild av detta fornminne |
| Ornunga 7:2              | Stensättning     |              | Ornunga, Västergötland |       | 57.980789, 12.909544 | 10175100070002 | Ladda upp en bild av detta fornminne |
| Ornunga 7:3              | Stensättning     |              | Ornunga, Västergötland |       | 57.980728, 12.909679 | 10175100070003 | Ladda upp en bild av detta fornminne |
| Ornunga 8:1              | Stenkammargrav   |              | Ornunga, Västergötland |       | 57.951294, 12.894737 | 10175100080001 | Ladda upp en bild av detta fornminne |
| Ornunga 18:1             | Begravningsplats |              | Ornunga, Västergötland |       | 57.978195, 12.915341 | 10175100180001 | Ladda upp en bild av detta fornminne |
| Ornunga 40:1             | Stensättning     |              | Ornunga, Västergötland |       | 57.976241, 12.886407 | 10175100400001 | Ladda upp en bild av detta fornminne |
| Ornunga 40:2             | Stensättning     |              | Ornunga, Västergötland |       | 57.976160, 12.886269 | 10175100400002 | Ladda upp en bild av detta fornminne |
| Ornunga 40:3             | Stensättning     |              | Ornunga, Västergötland |       | 57.976079, 12.886145 | 10175100400003 | Ladda upp en bild av detta fornminne |
| Ornunga 41:1             | Stensättning     |              | Ornunga, Västergötland |       | 57.975926, 12.885148 | 10175100410001 | Ladda upp en bild av detta fornminne |
| Ornunga 42:1             | Stensättning     |              | Ornunga, Västergötland |       | 57.975740, 12.884862 | 10175100420001 | Ladda upp en bild av detta fornminne |
| Ornunga 43:1             | Stensättning     |              | Ornunga, Västergötland |       | 57.976188, 12.885445 | 10175100430001 | Ladda upp en bild av detta fornminne |
| Ornunga 43:2             | Stensättning     |              | Ornunga, Västergötland |       | 57.976048, 12.885725 | 10175100430002 | Ladda upp en bild av detta fornminne |
| Ornunga 68:1             | Hällristning     |              | Ornunga, Västergötland |       | 57.977642, 12.910913 | 10175100680001 | Ladda upp en bild av detta fornminne |

## Siene
| Namn                     | Lämningstyp                 | Tillkomsttid | Historisk indelning  | Plats | Läge                 | ID-nr          | Bild                                      |
| ------------------------ | --------------------------- | ------------ | -------------------- | ----- | -------------------- | -------------- | ----------------------------------------- |
| Siene 1:1                | Hög                         |              | Siene, Västergötland |       | 58.005860, 12.733720 | 10176600010001 | Ladda upp en bild av detta fornminne      |
| Siene 1:2                | Hög                         |              | Hol, Västergötland   |       | 58.005779, 12.734060 | 10176600010002 | Ladda upp en bild av detta fornminne      |
| Siene 3:1                | Stenkrets                   |              | Siene, Västergötland |       | 58.008232, 12.735104 | 10176600030001 | Ladda upp en bild av detta fornminne      |
| Siene 4:1                | Hög                         |              | Siene, Västergötland |       | 58.008929, 12.735540 | 10176600040001 | Ladda upp en bild av detta fornminne      |
| Gullhögen (Siene 5:1)    | Hög                         |              | Siene, Västergötland |       | 58.005541, 12.751307 | 10176600050001 | Ladda upp en bild av detta fornminne      |
| Siene 6:1                | Hög                         |              | Siene, Västergötland |       | 58.016936, 12.774795 | 10176600060001 | Ladda upp en bild av detta fornminne      |
| Siene 8:1                | Röse                        |              | Siene, Västergötland |       | 57.998852, 12.759804 | 10176600080001 | Ladda upp en bild av detta fornminne      |
| Siene 8:2                | Stensättning                |              | Siene, Västergötland |       | 57.998597, 12.760226 | 10176600080002 | Ladda upp en bild av detta fornminne      |
| Siene 9:1                | Hög                         |              | Siene, Västergötland |       | 57.997985, 12.758413 | 10176600090001 | Ladda upp en bild av detta fornminne      |
| Siene 9:2                | Hällristning                |              | Siene, Västergötland |       | 57.997985, 12.758413 | 10176600090002 | Ladda upp en bild av detta fornminne      |
| Siene 10:1               | Hög                         |              | Siene, Västergötland |       | 57.997729, 12.756272 | 10176600100001 | Ladda upp en bild av detta fornminne      |
| Siene 11:1               | Röse                        |              | Siene, Västergötland |       | 57.996874, 12.756460 | 10176600110001 | Ladda upp en bild av detta fornminne      |
| Siene 13:1               | Stensättning                |              | Siene, Västergötland |       | 57.996980, 12.761344 | 10176600130001 | Ladda upp en bild av detta fornminne      |
| Hunnakullen (Siene 14:1) | Hög                         |              | Siene, Västergötland |       | 57.996877, 12.765144 | 10176600140001 | Ladda upp en bild av detta fornminne      |
| Siene 15:1               | Gravfält                    |              | Siene, Västergötland |       | 57.995930, 12.764496 | 10176600150001 | Ladda upp en bild av detta fornminne      |
| Siene 16:1               | Gravfält                    |              | Siene, Västergötland |       | 57.994882, 12.764921 | 10176600160001 | Ladda upp en bild av detta fornminne      |
| Siene 17:1               | Stenkammargrav              |              | Siene, Västergötland |       | 57.983403, 12.753065 | 10176600170001 | Ladda upp en bild av detta fornminne      |
| Siene 20:1               | Stensättning                |              | Siene, Västergötland |       | 57.996225, 12.767066 | 10176600200001 | Ladda upp en bild av detta fornminne      |
| Pjukestenen (Siene 22:1) | Grav markerad av sten/block |              | Siene, Västergötland |       | 57.991052, 12.768331 | 10176600220001 | Ladda upp en till bild av detta fornminne |
| Pjukestenen (Siene 22:2) | Hög                         |              | Siene, Västergötland |       | 57.990973, 12.768404 | 10176600220002 | Ladda upp en till bild av detta fornminne |
| Siene 23:1               | Hög                         |              | Siene, Västergötland |       | 57.991097, 12.764141 | 10176600230001 | Ladda upp en bild av detta fornminne      |
| Siene 24:1               | Hög                         |              | Siene, Västergötland |       | 57.989677, 12.760300 | 10176600240001 | Ladda upp en bild av detta fornminne      |
| Siene 25:1               | Stensättning                |              | Siene, Västergötland |       | 57.985792, 12.769876 | 10176600250001 | Ladda upp en bild av detta fornminne      |
| Siene 25:2               | Stensättning                |              | Siene, Västergötland |       | 57.985783, 12.769680 | 10176600250002 | Ladda upp en bild av detta fornminne      |
| Siene 25:3               | Stensättning                |              | Siene, Västergötland |       | 57.985782, 12.769508 | 10176600250003 | Ladda upp en bild av detta fornminne      |
| Siene 25:4               | Stensättning                |              | Siene, Västergötland |       | 57.985777, 12.769346 | 10176600250004 | Ladda upp en bild av detta fornminne      |
| Siene 27:1               | Gravfält                    |              | Siene, Västergötland |       | 57.993328, 12.773544 | 10176600270001 | Ladda upp en bild av detta fornminne      |
| Siene 28:1               | Hög                         |              | Siene, Västergötland |       | 57.998327, 12.773529 | 10176600280001 | Ladda upp en bild av detta fornminne      |
| Siene 29:1               | Stensättning                |              | Siene, Västergötland |       | 57.997143, 12.773691 | 10176600290001 | Ladda upp en bild av detta fornminne      |
| Siene 30:1               | Hög                         |              | Siene, Västergötland |       | 58.000333, 12.758823 | 10176600300001 | Ladda upp en bild av detta fornminne      |
| Siene 31:1               | Hög                         |              | Siene, Västergötland |       | 58.002984, 12.758764 | 10176600310001 | Ladda upp en bild av detta fornminne      |
| Siene 34:1               | Hög                         |              | Siene, Västergötland |       | 57.983092, 12.754973 | 10176600340001 | Ladda upp en bild av detta fornminne      |
| Siene 35:1               | Röse                        |              | Siene, Västergötland |       | 57.981464, 12.778396 | 10176600350001 | Ladda upp en bild av detta fornminne      |
| Siene 36:1               | Hög                         |              | Siene, Västergötland |       | 57.982546, 12.775106 | 10176600360001 | Ladda upp en bild av detta fornminne      |
| Siene 37:1               | Stensättning                |              | Siene, Västergötland |       | 57.984662, 12.780008 | 10176600370001 | Ladda upp en bild av detta fornminne      |
| Siene 38:1               | Gravfält                    |              | Siene, Västergötland |       | 57.984777, 12.778899 | 10176600380001 | Ladda upp en bild av detta fornminne      |
| Siene 39:1               | Gravfält                    |              | Siene, Västergötland |       | 57.987062, 12.786575 | 10176600390001 | Ladda upp en bild av detta fornminne      |
| Siene 40:1               | Stenkrets                   |              | Siene, Västergötland |       | 57.988706, 12.792529 | 10176600400001 | Ladda upp en bild av detta fornminne      |
| Siene 41:1               | Stenkrets                   |              | Siene, Västergötland |       | 57.988704, 12.790913 | 10176600410001 | Ladda upp en bild av detta fornminne      |
| Siene 43:1               | Hög                         |              | Siene, Västergötland |       | 57.981526, 12.784928 | 10176600430001 | Ladda upp en bild av detta fornminne      |
| Siene 43:2               | Röse                        |              | Siene, Västergötland |       | 57.981409, 12.785301 | 10176600430002 | Ladda upp en bild av detta fornminne      |
| Siene 43:3               | Stensättning                |              | Siene, Västergötland |       | 57.981518, 12.785236 | 10176600430003 | Ladda upp en bild av detta fornminne      |
| Siene 44:1               | Hög                         |              | Siene, Västergötland |       | 57.983890, 12.777664 | 10176600440001 | Ladda upp en bild av detta fornminne      |
| Siene 45:1               | Röse                        |              | Siene, Västergötland |       | 57.985014, 12.781844 | 10176600450001 | Ladda upp en bild av detta fornminne      |
| Siene 45:2               | Stensättning                |              | Siene, Västergötland |       | 57.984653, 12.781237 | 10176600450002 | Ladda upp en bild av detta fornminne      |
| Siene 46:1               | Hög                         |              | Siene, Västergötland |       | 57.986185, 12.774854 | 10176600460001 | Ladda upp en bild av detta fornminne      |
| Siene 48:1               | Gravfält                    |              | Siene, Västergötland |       | 58.002880, 12.775599 | 10176600480001 | Ladda upp en bild av detta fornminne      |
| Siene 49:1               | Röse                        |              | Siene, Västergötland |       | 58.004712, 12.766270 | 10176600490001 | Ladda upp en bild av detta fornminne      |
| Siene 49:2               | Stensättning                |              | Siene, Västergötland |       | 58.004403, 12.766579 | 10176600490002 | Ladda upp en bild av detta fornminne      |
| Siene 49:3               | Hög                         |              | Siene, Västergötland |       | 58.004364, 12.766308 | 10176600490003 | Ladda upp en bild av detta fornminne      |
| Siene 49:4               | Hög                         |              | Siene, Västergötland |       | 58.004116, 12.766660 | 10176600490004 | Ladda upp en bild av detta fornminne      |
| Siene 49:5               | Stensättning                |              | Siene, Västergötland |       | 58.004854, 12.766187 | 10176600490005 | Ladda upp en bild av detta fornminne      |
| Siene 50:1               | Grav markerad av sten/block |              | Siene, Västergötland |       | 58.019621, 12.788206 | 10176600500001 | Ladda upp en till bild av detta fornminne |
| Siene 51:1               | Grav markerad av sten/block |              | Siene, Västergötland |       | 58.013514, 12.789422 | 10176600510001 | Ladda upp en till bild av detta fornminne |
| Siene 51:2               | Grav markerad av sten/block |              | Siene, Västergötland |       | 58.013413, 12.789432 | 10176600510002 | Ladda upp en bild av detta fornminne      |
| Siene 51:3               | Grav markerad av sten/block |              | Siene, Västergötland |       | 58.013729, 12.789137 | 10176600510003 | Ladda upp en bild av detta fornminne      |
| Siene 52:1               | Grav markerad av sten/block |              | Siene, Västergötland |       | 58.005791, 12.793855 | 10176600520001 | Ladda upp en bild av detta fornminne      |
| Siene 52:2               | Grav markerad av sten/block |              | Siene, Västergötland |       | 58.005744, 12.793740 | 10176600520002 | Ladda upp en bild av detta fornminne      |
| Siene 52:3               | Grav markerad av sten/block |              | Siene, Västergötland |       | 58.005693, 12.793791 | 10176600520003 | Ladda upp en bild av detta fornminne      |
| Siene 52:4               | Grav markerad av sten/block |              | Siene, Västergötland |       | 58.005741, 12.793557 | 10176600520004 | Ladda upp en bild av detta fornminne      |
| Siene 54:1               | Röse                        |              | Siene, Västergötland |       | 57.972798, 12.782564 | 10176600540001 | Ladda upp en bild av detta fornminne      |
| Siene 55:1               | Röse                        |              | Siene, Västergötland |       | 57.985699, 12.785270 | 10176600550001 | Ladda upp en bild av detta fornminne      |
| Siene 56:1               | Hög                         |              | Siene, Västergötland |       | 57.986839, 12.783241 | 10176600560001 | Ladda upp en bild av detta fornminne      |
| Siene 57:1               | Gravfält                    |              | Siene, Västergötland |       | 57.984134, 12.776156 | 10176600570001 | Ladda upp en bild av detta fornminne      |
| Siene 58:1               | Gravfält                    |              | Siene, Västergötland |       | 57.985591, 12.780021 | 10176600580001 | Ladda upp en bild av detta fornminne      |
| Siene 59:1               | Gravfält                    |              | Siene, Västergötland |       | 57.998290, 12.761062 | 10176600590001 | Ladda upp en bild av detta fornminne      |
| Siene 60:1               | Gravfält                    |              | Siene, Västergötland |       | 57.999075, 12.760354 | 10176600600001 | Ladda upp en bild av detta fornminne      |
| Siene 62:1               | Stensättning                |              | Siene, Västergötland |       | 58.002488, 12.760512 | 10176600620001 | Ladda upp en bild av detta fornminne      |
| Siene 62:2               | Stensättning                |              | Siene, Västergötland |       | 58.002653, 12.761176 | 10176600620002 | Ladda upp en bild av detta fornminne      |
| Siene 63:1               | Stensättning                |              | Siene, Västergötland |       | 58.003237, 12.760798 | 10176600630001 | Ladda upp en bild av detta fornminne      |
| Siene 64:1               | Gravfält                    |              | Siene, Västergötland |       | 58.006659, 12.764827 | 10176600640001 | Ladda upp en bild av detta fornminne      |
| Siene 65:1               | Hög                         |              | Siene, Västergötland |       | 57.999866, 12.754599 | 10176600650001 | Ladda upp en bild av detta fornminne      |
| Siene 66:1               | Stensättning                |              | Siene, Västergötland |       | 58.000323, 12.754808 | 10176600660001 | Ladda upp en bild av detta fornminne      |
| Siene 67:1               | Hällristning                |              | Siene, Västergötland |       | 57.997322, 12.766209 | 10176600670001 | Ladda upp en bild av detta fornminne      |
| Siene 67:2               | Hällristning                |              | Siene, Västergötland |       | 57.997335, 12.766040 | 10176600670002 | Ladda upp en bild av detta fornminne      |
| Siene 68:1               | Stensättning                |              | Siene, Västergötland |       | 57.986092, 12.784418 | 10176600680001 | Ladda upp en bild av detta fornminne      |
| Siene 71:1               | Stensättning                |              | Siene, Västergötland |       | 57.991653, 12.791585 | 10176600710001 | Ladda upp en bild av detta fornminne      |
| Siene 72:1               | Stensättning                |              | Siene, Västergötland |       | 57.982111, 12.777287 | 10176600720001 | Ladda upp en bild av detta fornminne      |
| Siene 79:1               | Hällristning                |              | Siene, Västergötland |       | 57.981655, 12.788998 | 10176600790001 | Ladda upp en bild av detta fornminne      |
| Siene 84:1               | Stensättning                |              | Siene, Västergötland |       | 57.986603, 12.781796 | 10176600840001 | Ladda upp en bild av detta fornminne      |
| Siene 88:1               | Stensättning                |              | Siene, Västergötland |       | 57.983297, 12.777997 | 10176600880001 | Ladda upp en bild av detta fornminne      |
| Siene 88:2               | Stensättning                |              | Siene, Västergötland |       | 57.983028, 12.778299 | 10176600880002 | Ladda upp en bild av detta fornminne      |
| Siene 90:1               | Hällristning                |              | Siene, Västergötland |       | 57.984259, 12.791908 | 10176600900001 | Ladda upp en bild av detta fornminne      |
| Siene 91:1               | Stensättning                |              | Siene, Västergötland |       | 57.995308, 12.770333 | 10176600910001 | Ladda upp en bild av detta fornminne      |
| Siene 91:2               | Stensättning                |              | Siene, Västergötland |       | 57.995503, 12.770509 | 10176600910002 | Ladda upp en bild av detta fornminne      |
| Siene 91:3               | Stenkrets                   |              | Siene, Västergötland |       | 57.995309, 12.770126 | 10176600910003 | Ladda upp en bild av detta fornminne      |
| Siene 92:1               | Röse                        |              | Siene, Västergötland |       | 58.000926, 12.777702 | 10176600920001 | Ladda upp en bild av detta fornminne      |
| Gåsaberget (Siene 93:1)  | Hällristning                |              | Siene, Västergötland |       | 58.001538, 12.781057 | 10176600930001 | Ladda upp en bild av detta fornminne      |
| Siene 94:1               | Stensättning                |              | Siene, Västergötland |       | 58.005549, 12.792906 | 10176600940001 | Ladda upp en bild av detta fornminne      |
| Siene 94:2               | Stensättning                |              | Siene, Västergötland |       | 58.005475, 12.792743 | 10176600940002 | Ladda upp en bild av detta fornminne      |
| Siene 94:3               | Stensättning                |              | Siene, Västergötland |       | 58.005431, 12.792516 | 10176600940003 | Ladda upp en bild av detta fornminne      |
| Siene 94:4               | Grav markerad av sten/block |              | Siene, Västergötland |       | 58.005582, 12.792720 | 10176600940004 | Ladda upp en bild av detta fornminne      |
| Siene 94:5               | Grav markerad av sten/block |              | Siene, Västergötland |       | 58.005390, 12.792150 | 10176600940005 | Ladda upp en bild av detta fornminne      |
| Siene 96:1               | Hög                         |              | Siene, Västergötland |       | 57.976016, 12.746636 | 10176600960001 | Ladda upp en bild av detta fornminne      |
| Siene 98:1               | Hällristning                |              | Siene, Västergötland |       | 57.988538, 12.787613 | 10176600980001 | Ladda upp en bild av detta fornminne      |
| Siene 98:2               | Stensättning                |              | Siene, Västergötland |       | 57.988404, 12.787761 | 10176600980002 | Ladda upp en bild av detta fornminne      |
| Siene 99:1               | Stensättning                |              | Siene, Västergötland |       | 57.986862, 12.785136 | 10176600990001 | Ladda upp en bild av detta fornminne      |
| Siene 102:1              | Stensättning                |              | Siene, Västergötland |       | 57.984938, 12.790705 | 10176601020001 | Ladda upp en bild av detta fornminne      |
| Rövarkulan (Siene 112:1) | Stensättning                |              | Siene, Västergötland |       | 58.016602, 12.807905 | 10176601120001 | Ladda upp en bild av detta fornminne      |
| Siene 113:1              | Gravfält                    |              | Siene, Västergötland |       | 58.016001, 12.801804 | 10176601130001 | Ladda upp en bild av detta fornminne      |
| Siene 119:1              | Hög                         |              | Siene, Västergötland |       | 58.005676, 12.775457 | 10176601190001 | Ladda upp en bild av detta fornminne      |
| Siene 119:2              | Stensättning                |              | Siene, Västergötland |       | 58.005886, 12.774939 | 10176601190002 | Ladda upp en bild av detta fornminne      |
| Siene 120:1              | Hög                         |              | Siene, Västergötland |       | 58.008426, 12.796807 | 10176601200001 | Ladda upp en bild av detta fornminne      |
| Siene 120:2              | Stensättning                |              | Siene, Västergötland |       | 58.008508, 12.797061 | 10176601200002 | Ladda upp en bild av detta fornminne      |
| Siene 122:1              | Gravfält                    |              | Siene, Västergötland |       | 58.008883, 12.798074 | 10176601220001 | Ladda upp en bild av detta fornminne      |
| Siene 124:1              | Hällristning                |              | Siene, Västergötland |       | 58.014162, 12.793435 | 10176601240001 | Ladda upp en bild av detta fornminne      |
| Siene 126:1              | Stensättning                |              | Siene, Västergötland |       | 58.006821, 12.777917 | 10176601260001 | Ladda upp en till bild av detta fornminne |
| Siene 127:1              | Stensättning                |              | Siene, Västergötland |       | 58.003218, 12.771196 | 10176601270001 | Ladda upp en bild av detta fornminne      |
| Siene 128:1              | Grav markerad av sten/block |              | Siene, Västergötland |       | 58.016448, 12.784758 | 10176601280001 | Ladda upp en till bild av detta fornminne |
| Siene 129:1              | Stensättning                |              | Siene, Västergötland |       | 58.010908, 12.799335 | 10176601290001 | Ladda upp en bild av detta fornminne      |
| Siene 130:1              | Stensättning                |              | Siene, Västergötland |       | 58.011069, 12.800503 | 10176601300001 | Ladda upp en bild av detta fornminne      |
| Siene 131:1              | Stensättning                |              | Siene, Västergötland |       | 58.011589, 12.801078 | 10176601310001 | Ladda upp en bild av detta fornminne      |
| Siene 131:2              | Stenkrets                   |              | Siene, Västergötland |       | 58.011409, 12.800825 | 10176601310002 | Ladda upp en bild av detta fornminne      |
| Siene 132:1              | Stensättning                |              | Siene, Västergötland |       | 58.012175, 12.801996 | 10176601320001 | Ladda upp en bild av detta fornminne      |
| Siene 132:2              | Stensättning                |              | Siene, Västergötland |       | 58.012535, 12.802682 | 10176601320002 | Ladda upp en bild av detta fornminne      |
| Siene 132:3              | Stensättning                |              | Siene, Västergötland |       | 58.012330, 12.802898 | 10176601320003 | Ladda upp en bild av detta fornminne      |
| Siene 133:1              | Stensättning                |              | Siene, Västergötland |       | 57.977832, 12.755001 | 10176601330001 | Ladda upp en bild av detta fornminne      |
| Siene 134:1              | Stensättning                |              | Siene, Västergötland |       | 57.979679, 12.759773 | 10176601340001 | Ladda upp en bild av detta fornminne      |
| Siene 135:1              | Hög                         |              | Siene, Västergötland |       | 57.979095, 12.758650 | 10176601350001 | Ladda upp en bild av detta fornminne      |
| Siene 144:1              | Hällristning                |              | Siene, Västergötland |       | 58.000885, 12.759621 | 10176601440001 | Ladda upp en bild av detta fornminne      |
| Siene 145:1              | Hällristning                |              | Siene, Västergötland |       | 57.999621, 12.759140 | 10176601450001 | Ladda upp en bild av detta fornminne      |
| Siene 148:1              | Röse                        |              | Siene, Västergötland |       | 58.001365, 12.757436 | 10176601480001 | Ladda upp en bild av detta fornminne      |
| Siene 148:2              | Stensättning                |              | Siene, Västergötland |       | 58.001238, 12.757360 | 10176601480002 | Ladda upp en bild av detta fornminne      |
| Siene 149:1              | Röse                        |              | Siene, Västergötland |       | 58.000625, 12.756238 | 10176601490001 | Ladda upp en bild av detta fornminne      |
| Siene 162:1              | Stensättning                |              | Siene, Västergötland |       | 57.984476, 12.782449 | 10176601620001 | Ladda upp en bild av detta fornminne      |
| Siene 163:1              | Stensättning                |              | Siene, Västergötland |       | 57.984357, 12.778462 | 10176601630001 | Ladda upp en bild av detta fornminne      |
| Siene 169:1              | Hög                         |              | Siene, Västergötland |       | 57.995486, 12.765933 | 10176601690001 | Ladda upp en bild av detta fornminne      |
| Siene 170:1              | Hög                         |              | Siene, Västergötland |       | 57.953601, 12.766315 | 10176601700001 | Ladda upp en bild av detta fornminne      |
| Siene 181:1              | Stensättning                |              | Siene, Västergötland |       | 57.953854, 12.767707 | 10176601810001 | Ladda upp en bild av detta fornminne      |
| Siene 182:1              | Stensättning                |              | Siene, Västergötland |       | 57.975484, 12.786638 | 10176601820001 | Ladda upp en bild av detta fornminne      |
| Siene 182:2              | Stensättning                |              | Siene, Västergötland |       | 57.975666, 12.786456 | 10176601820002 | Ladda upp en bild av detta fornminne      |
| Siene 189:1              | Stensättning                |              | Siene, Västergötland |       | 57.987629, 12.769472 | 10176601890001 | Ladda upp en bild av detta fornminne      |
| Siene 194:1              | Gravfält                    |              | Siene, Västergötland |       | 58.011449, 12.795529 | 10176601940001 | Ladda upp en bild av detta fornminne      |
| Siene 195:1              | Stensättning                |              | Siene, Västergötland |       | 58.011691, 12.797429 | 10176601950001 | Ladda upp en bild av detta fornminne      |
| Siene 195:2              | Hällristning                |              | Siene, Västergötland |       | 58.011685, 12.797199 | 10176601950002 | Ladda upp en bild av detta fornminne      |
| Siene 195:3              | Röse                        |              | Siene, Västergötland |       | 58.012026, 12.798258 | 10176601950003 | Ladda upp en bild av detta fornminne      |
| Siene 195:4              | Stensättning                |              | Siene, Västergötland |       | 58.012260, 12.798754 | 10176601950004 | Ladda upp en bild av detta fornminne      |
| Siene 196:1              | Hällristning                |              | Siene, Västergötland |       | 58.013313, 12.792101 | 10176601960001 | Ladda upp en bild av detta fornminne      |
| Siene 200:1              | Stensättning                |              | Siene, Västergötland |       | 58.010227, 12.733123 | 10176602000001 | Ladda upp en bild av detta fornminne      |
| Siene 201:1              | Hällristning                |              | Siene, Västergötland |       | 57.998577, 12.758194 | 10176602010001 | Ladda upp en bild av detta fornminne      |
| Siene 202:1              | Hällristning                |              | Siene, Västergötland |       | 57.998669, 12.762617 | 10176602020001 | Ladda upp en bild av detta fornminne      |
| Siene 204:1              | Stensättning                |              | Siene, Västergötland |       | 57.996811, 12.763812 | 10176602040001 | Ladda upp en bild av detta fornminne      |
| Siene 206:1              | Hällristning                |              | Siene, Västergötland |       | 58.002907, 12.743322 | 10176602060001 | Ladda upp en bild av detta fornminne      |
| Siene 208:1              | Stensättning                |              | Siene, Västergötland |       | 57.993551, 12.765674 | 10176602080001 | Ladda upp en bild av detta fornminne      |

## Skogsbygden
| Namn             | Lämningstyp  | Tillkomsttid | Historisk indelning        | Plats | Läge                 | ID-nr          | Bild                                 |
| ---------------- | ------------ | ------------ | -------------------------- | ----- | -------------------- | -------------- | ------------------------------------ |
| Skogsbygden 19:1 | Stensättning |              | Skogsbygden, Västergötland |       | 57.927846, 12.754554 | 10177200190001 | Ladda upp en bild av detta fornminne |
| Skogsbygden 26:1 | Stensättning |              | Skogsbygden, Västergötland |       | 57.912820, 12.717014 | 10177200260001 | Ladda upp en bild av detta fornminne |
| Skogsbygden 27:1 | Stensättning |              | Skogsbygden, Västergötland |       | 57.913085, 12.715290 | 10177200270001 | Ladda upp en bild av detta fornminne |
| Skogsbygden 28:1 | Stensättning |              | Skogsbygden, Västergötland |       | 57.918329, 12.720796 | 10177200280001 | Ladda upp en bild av detta fornminne |

## Södra Härene
| Namn                                 | Lämningstyp                 | Tillkomsttid | Historisk indelning         | Plats | Läge                 | ID-nr          | Bild                                      |
| ------------------------------------ | --------------------------- | ------------ | --------------------------- | ----- | -------------------- | -------------- | ----------------------------------------- |
| Södra Härene 1:1                     | Gravfält                    |              | Södra Härene, Västergötland |       | 58.074710, 12.802229 | 10178700010001 | Ladda upp en bild av detta fornminne      |
| Södra Härene 2:1                     | Grav markerad av sten/block |              | Södra Härene, Västergötland |       | 58.077048, 12.806042 | 10178700020001 | Ladda upp en bild av detta fornminne      |
| Jättakullen (Södra Härene 4:1)       | Stenkammargrav              |              | Södra Härene, Västergötland |       | 58.093028, 12.830473 | 10178700040001 | Ladda upp en till bild av detta fornminne |
| Södra Härene 5:1                     | Kyrka/kapell                |              | Södra Härene, Västergötland |       | 58.087745, 12.830762 | 10178700050001 | Ladda upp en till bild av detta fornminne |
| Södra Härene 5:2                     | Begravningsplats            |              | Södra Härene, Västergötland |       | 58.087675, 12.830970 | 10178700050002 | Ladda upp en till bild av detta fornminne |
| Lundskullen (Södra Härene 6:1)       | Gravfält                    |              | Södra Härene, Västergötland |       | 58.083681, 12.826283 | 10178700060001 | Ladda upp en till bild av detta fornminne |
| Södra Härene 7:1                     | Stenkammargrav              |              | Södra Härene, Västergötland |       | 58.083248, 12.823635 | 10178700070001 | Ladda upp en till bild av detta fornminne |
| Södra Härene 8:1                     | Gravfält                    |              | Södra Härene, Västergötland |       | 58.084108, 12.828683 | 10178700080001 | Ladda upp en bild av detta fornminne      |
| Sättebergskullen (Södra Härene 10:1) | Gravfält                    |              | Södra Härene, Västergötland |       | 58.083250, 12.839193 | 10178700100001 | Ladda upp en bild av detta fornminne      |
| Södra Härene 11:1                    | Hög                         |              | Södra Härene, Västergötland |       | 58.083347, 12.840733 | 10178700110001 | Ladda upp en bild av detta fornminne      |
| Södra Härene 11:2                    | Hög                         |              | Södra Härene, Västergötland |       | 58.083335, 12.840317 | 10178700110002 | Ladda upp en bild av detta fornminne      |
| Södra Härene 12:1                    | Hög                         |              | Södra Härene, Västergötland |       | 58.083940, 12.843380 | 10178700120001 | Ladda upp en bild av detta fornminne      |
| Södra Härene 13:1                    | Grav markerad av sten/block |              | Södra Härene, Västergötland |       | 58.084841, 12.849935 | 10178700130001 | Ladda upp en bild av detta fornminne      |
| Södra Härene 14:1                    | Stenkammargrav              |              | Södra Härene, Västergötland |       | 58.100488, 12.776702 | 10178700140001 | Ladda upp en bild av detta fornminne      |
| Södra Härene 14:2                    | Grav markerad av sten/block |              | Södra Härene, Västergötland |       | 58.100476, 12.776442 | 10178700140002 | Ladda upp en bild av detta fornminne      |
| Södra Härene 14:3                    | Grav markerad av sten/block |              | Södra Härene, Västergötland |       | 58.100437, 12.776322 | 10178700140003 | Ladda upp en bild av detta fornminne      |
| Södra Härene 15:1                    | Grav markerad av sten/block |              | Södra Härene, Västergötland |       | 58.098741, 12.838545 | 10178700150001 | Ladda upp en bild av detta fornminne      |
| Södra Härene 16:1                    | Grav markerad av sten/block |              | Södra Härene, Västergötland |       | 58.098322, 12.838384 | 10178700160001 | Ladda upp en bild av detta fornminne      |
| Södra Härene 18:1                    | Grav markerad av sten/block |              | Södra Härene, Västergötland |       | 58.100895, 12.832434 | 10178700180001 | Ladda upp en till bild av detta fornminne |
| Södra Härene 20:1                    | Grav markerad av sten/block |              | Södra Härene, Västergötland |       | 58.103664, 12.829322 | 10178700200001 | Ladda upp en till bild av detta fornminne |
| Södra Härene 21:1                    | Grav markerad av sten/block |              | Södra Härene, Västergötland |       | 58.109499, 12.870032 | 10178700210001 | Ladda upp en bild av detta fornminne      |
| Södra Härene 22:1                    | Hällristning                |              | Södra Härene, Västergötland |       | 58.108871, 12.866014 | 10178700220001 | Ladda upp en bild av detta fornminne      |
| Södra Härene 23:1                    | Stenkammargrav              |              | Södra Härene, Västergötland |       | 58.107131, 12.867443 | 10178700230001 | Ladda upp en bild av detta fornminne      |
| Södra Härene 24:1                    | Hällristning                |              | Södra Härene, Västergötland |       | 58.083545, 12.843091 | 10178700240001 | Ladda upp en bild av detta fornminne      |
| Södra Härene 25:1                    | Röse                        |              | Södra Härene, Västergötland |       | 58.088729, 12.853663 | 10178700250001 | Ladda upp en bild av detta fornminne      |
| Södra Härene 30:1                    | Hällristning                |              | Södra Härene, Västergötland |       | 58.081427, 12.849586 | 10178700300001 | Ladda upp en bild av detta fornminne      |
| Södra Härene 31:1                    | Stensättning                |              | Södra Härene, Västergötland |       | 58.081378, 12.848569 | 10178700310001 | Ladda upp en bild av detta fornminne      |
| Södra Härene 32:1                    | Stensättning                |              | Södra Härene, Västergötland |       | 58.083434, 12.856010 | 10178700320001 | Ladda upp en bild av detta fornminne      |
| Södra Härene 33:1                    | Hög                         |              | Södra Härene, Västergötland |       | 58.084899, 12.848888 | 10178700330001 | Ladda upp en bild av detta fornminne      |
| Södra Härene 34:1                    | Stensättning                |              | Södra Härene, Västergötland |       | 58.085095, 12.844777 | 10178700340001 | Ladda upp en bild av detta fornminne      |
| Södra Härene 38:1                    | Hällristning                |              | Södra Härene, Västergötland |       | 58.082193, 12.837318 | 10178700380001 | Ladda upp en bild av detta fornminne      |
| Södra Härene 44:1                    | Hällristning                |              | Södra Härene, Västergötland |       | 58.084392, 12.819251 | 10178700440001 | Ladda upp en bild av detta fornminne      |
| Södra Härene 48:1                    | Hällristning                |              | Södra Härene, Västergötland |       | 58.081397, 12.804974 | 10178700480001 | Ladda upp en bild av detta fornminne      |
| Södra Härene 49:1                    | Hällristning                |              | Södra Härene, Västergötland |       | 58.080622, 12.804780 | 10178700490001 | Ladda upp en bild av detta fornminne      |
| Södra Härene 50:1                    | Stensättning                |              | Södra Härene, Västergötland |       | 58.081469, 12.811793 | 10178700500001 | Ladda upp en bild av detta fornminne      |
| Södra Härene 51:1                    | Hällristning                |              | Södra Härene, Västergötland |       | 58.079171, 12.806579 | 10178700510001 | Ladda upp en bild av detta fornminne      |
| Södra Härene 51:2                    | Hällristning                |              | Södra Härene, Västergötland |       | 58.079190, 12.807004 | 10178700510002 | Ladda upp en bild av detta fornminne      |
| Södra Härene 51:3                    | Stensättning                |              | Södra Härene, Västergötland |       | 58.079303, 12.807010 | 10178700510003 | Ladda upp en bild av detta fornminne      |
| Södra Härene 58:1                    | Stensättning                |              | Södra Härene, Västergötland |       | 58.076762, 12.797836 | 10178700580001 | Ladda upp en bild av detta fornminne      |
| Södra Härene 60:1                    | Stensättning                |              | Södra Härene, Västergötland |       | 58.081366, 12.847543 | 10178700600001 | Ladda upp en bild av detta fornminne      |
| Södra Härene 62:1                    | Stenkammargrav              |              | Södra Härene, Västergötland |       | 58.092380, 12.783941 | 10178700620001 | Ladda upp en bild av detta fornminne      |
| Södra Härene 65:1                    | Röse                        |              | Södra Härene, Västergötland |       | 58.103074, 12.810403 | 10178700650001 | Ladda upp en bild av detta fornminne      |
| Södra Härene 66:1                    | Hög                         |              | Södra Härene, Västergötland |       | 58.111301, 12.831714 | 10178700660001 | Ladda upp en bild av detta fornminne      |
| Södra Härene 68:1                    | Hällristning                |              | Södra Härene, Västergötland |       | 58.100517, 12.831949 | 10178700680001 | Ladda upp en bild av detta fornminne      |
| Södra Härene 69:1                    | Hällristning                |              | Södra Härene, Västergötland |       | 58.104271, 12.828867 | 10178700690001 | Ladda upp en till bild av detta fornminne |
| Södra Härene 75:1                    | Hög                         |              | Södra Härene, Västergötland |       | 58.084469, 12.831985 | 10178700750001 | Ladda upp en bild av detta fornminne      |

## Tumberg
| Namn                                    | Lämningstyp                 | Tillkomsttid | Historisk indelning    | Plats | Läge                 | ID-nr          | Bild                                      |
| --------------------------------------- | --------------------------- | ------------ | ---------------------- | ----- | -------------------- | -------------- | ----------------------------------------- |
| Tumberg 1:1                             | Hög                         |              | Tumberg, Västergötland |       | 58.058633, 12.830930 | 10180200010001 | Ladda upp en bild av detta fornminne      |
| Tumberg 2:1                             | Stensättning                |              | Tumberg, Västergötland |       | 58.069605, 12.831528 | 10180200020001 | Ladda upp en bild av detta fornminne      |
| Tumberg 3:1                             | Hög                         |              | Tumberg, Västergötland |       | 58.055436, 12.828629 | 10180200030001 | Ladda upp en bild av detta fornminne      |
| Tumberg 4:1                             | Stenkammargrav              |              | Tumberg, Västergötland |       | 58.055127, 12.851102 | 10180200040001 | Ladda upp en bild av detta fornminne      |
| Jättestövan (Jättestugan) (Tumberg 5:1) | Hällristning                |              | Tumberg, Västergötland |       | 58.050535, 12.856872 | 10180200050001 | Ladda upp en bild av detta fornminne      |
| Tumberg 6:1                             | Stensättning                |              | Tumberg, Västergötland |       | 58.050388, 12.853095 | 10180200060001 | Ladda upp en bild av detta fornminne      |
| Tumberg 6:2                             | Stensättning                |              | Tumberg, Västergötland |       | 58.050317, 12.853464 | 10180200060002 | Ladda upp en bild av detta fornminne      |
| Tumberg 7:1                             | Hög                         |              | Tumberg, Västergötland |       | 58.052120, 12.804308 | 10180200070001 | Ladda upp en bild av detta fornminne      |
| Tumberg 8:1                             | Hög                         |              | Tumberg, Västergötland |       | 58.057741, 12.814566 | 10180200080001 | Ladda upp en bild av detta fornminne      |
| Tumberg 13:1                            | Kyrka/kapell                |              | Tumberg, Västergötland |       | 58.051193, 12.830034 | 10180200130001 | Ladda upp en bild av detta fornminne      |
| Tumberg 13:3                            | Begravningsplats            |              | Tumberg, Västergötland |       | 58.051240, 12.829906 | 10180200130003 | Ladda upp en bild av detta fornminne      |
| Tumberg 17:1                            | Hög                         |              | Tumberg, Västergötland |       | 58.043526, 12.842334 | 10180200170001 | Ladda upp en bild av detta fornminne      |
| Tumberg 17:2                            | Hög                         |              | Tumberg, Västergötland |       | 58.043413, 12.842430 | 10180200170002 | Ladda upp en bild av detta fornminne      |
| Tumberg 17:3                            | Hög                         |              | Tumberg, Västergötland |       | 58.043240, 12.842512 | 10180200170003 | Ladda upp en bild av detta fornminne      |
| Tumberg 18:1                            | Stenkrets                   |              | Tumberg, Västergötland |       | 58.035389, 12.851621 | 10180200180001 | Ladda upp en bild av detta fornminne      |
| Tumberg 18:2                            | Stensättning                |              | Tumberg, Västergötland |       | 58.035484, 12.851781 | 10180200180002 | Ladda upp en bild av detta fornminne      |
| Tumberg 19:1                            | Stenkrets                   |              | Tumberg, Västergötland |       | 58.035793, 12.850003 | 10180200190001 | Ladda upp en bild av detta fornminne      |
| Tumberg 20:1                            | Stensättning                |              | Tumberg, Västergötland |       | 58.048772, 12.844969 | 10180200200001 | Ladda upp en bild av detta fornminne      |
| Tumberg 21:1                            | Hällristning                |              | Tumberg, Västergötland |       | 58.050182, 12.855868 | 10180200210001 | Ladda upp en bild av detta fornminne      |
| Tumberg 22:1                            | Hög                         |              | Tumberg, Västergötland |       | 58.049218, 12.846529 | 10180200220001 | Ladda upp en bild av detta fornminne      |
| Tumberg 24:1                            | Hög                         |              | Tumberg, Västergötland |       | 58.041775, 12.839603 | 10180200240001 | Ladda upp en bild av detta fornminne      |
| Tumberg 25:1                            | Gravfält                    |              | Tumberg, Västergötland |       | 58.045946, 12.822644 | 10180200250001 | Ladda upp en till bild av detta fornminne |
| Tumberg 28:1                            | Gravfält                    |              | Tumberg, Västergötland |       | 58.045373, 12.818369 | 10180200280001 | Ladda upp en till bild av detta fornminne |
| Tumberg 29:1                            | Stenkrets                   |              | Tumberg, Västergötland |       | 58.045611, 12.817164 | 10180200290001 | Ladda upp en till bild av detta fornminne |
| Tumberg 29:2                            | Grav markerad av sten/block |              | Tumberg, Västergötland |       | 58.045562, 12.817470 | 10180200290002 | Ladda upp en till bild av detta fornminne |
| Tumberg 29:3                            | Grav markerad av sten/block |              | Tumberg, Västergötland |       | 58.045495, 12.817431 | 10180200290003 | Ladda upp en till bild av detta fornminne |
| Tumberg 29:4                            | Grav markerad av sten/block |              | Tumberg, Västergötland |       | 58.045411, 12.817305 | 10180200290004 | Ladda upp en till bild av detta fornminne |
| Tumberg 29:5                            | Grav markerad av sten/block |              | Tumberg, Västergötland |       | 58.045494, 12.817065 | 10180200290005 | Ladda upp en till bild av detta fornminne |
| Tumberg 30:1                            | Grav markerad av sten/block |              | Tumberg, Västergötland |       | 58.045965, 12.816607 | 10180200300001 | Ladda upp en till bild av detta fornminne |
| Tumberg 31:1                            | Grav markerad av sten/block |              | Tumberg, Västergötland |       | 58.046313, 12.817410 | 10180200310001 | Ladda upp en bild av detta fornminne      |
| Tumberg 34:1                            | Stensättning                |              | Tumberg, Västergötland |       | 58.052952, 12.857932 | 10180200340001 | Ladda upp en bild av detta fornminne      |
| Tumberg 35:1                            | Hög                         |              | Tumberg, Västergötland |       | 58.048059, 12.850333 | 10180200350001 | Ladda upp en bild av detta fornminne      |
| Tumberg 35:2                            | Stensättning                |              | Tumberg, Västergötland |       | 58.048200, 12.850117 | 10180200350002 | Ladda upp en bild av detta fornminne      |
| Tumberg 36:1                            | Stensättning                |              | Tumberg, Västergötland |       | 58.068835, 12.820583 | 10180200360001 | Ladda upp en bild av detta fornminne      |
| Tumberg 37:1                            | Hällristning                |              | Tumberg, Västergötland |       | 58.040212, 12.838696 | 10180200370001 | Ladda upp en bild av detta fornminne      |
| Tumberg 37:2                            | Hällristning                |              | Tumberg, Västergötland |       | 58.040223, 12.838726 | 10180200370002 | Ladda upp en bild av detta fornminne      |
| Tumberg 38:1                            | Stensättning                |              | Tumberg, Västergötland |       | 58.041167, 12.824787 | 10180200380001 | Ladda upp en bild av detta fornminne      |
| Tumberg 39:1                            | Stensättning                |              | Tumberg, Västergötland |       | 58.048063, 12.822521 | 10180200390001 | Ladda upp en bild av detta fornminne      |
| Tumberg 39:2                            | Boplats och visten          |              | Tumberg, Västergötland |       | 58.048058, 12.821575 | 10180200390002 | Ladda upp en bild av detta fornminne      |
| Tumberg 41:1                            | Stensättning                |              | Tumberg, Västergötland |       | 58.048157, 12.859654 | 10180200410001 | Ladda upp en bild av detta fornminne      |
| Tumberg 43:1                            | Hög                         |              | Tumberg, Västergötland |       | 58.037303, 12.835231 | 10180200430001 | Ladda upp en bild av detta fornminne      |
| Tumberg 44:1                            | Stensättning                |              | Tumberg, Västergötland |       | 58.037095, 12.833601 | 10180200440001 | Ladda upp en bild av detta fornminne      |
| Tumberg 44:1                            | Stensättning                |              | Tumberg, Västergötland |       | 58.037095, 12.833601 | 10180200440001 | Ladda upp en bild av detta fornminne      |
| Tumberg 45:1                            | Stensättning                |              | Tumberg, Västergötland |       | 58.048867, 12.809364 | 10180200450001 | Ladda upp en bild av detta fornminne      |
| Tumberg 47:1                            | Grav- och boplatsområde     |              | Tumberg, Västergötland |       | 58.044863, 12.818416 | 10180200470001 | Ladda upp en till bild av detta fornminne |
| Tumberg 48:1                            | Boplats                     |              | Tumberg, Västergötland |       | 58.045961, 12.820017 | 10180200480001 | Ladda upp en bild av detta fornminne      |
| Tumberg 48:1                            | Boplats                     |              | Tumberg, Västergötland |       | 58.045961, 12.820017 | 10180200480001 | Ladda upp en bild av detta fornminne      |
| Tumberg 55:1                            | Boplats                     |              | Tumberg, Västergötland |       | 58.050403, 12.813272 | 10180200550001 | Ladda upp en bild av detta fornminne      |